# Великобритания на летних Олимпийских играх 2012
Великобритания на летних Олимпийских играх 2012 была страной-хозяйкой и принимала участие в большинстве видов спорта.
В команду входили спортсмены из собственно Великобритании, её коронных земель и заморских территорий, кроме выступающих отдельно команд из Бермудских, Британских Виргинских и Каймановых островов.

## Награды

### Золото
| Золото | |                                                                 |
| №      | Спортсмены                                                                                         | Вид спорта (дисциплина)                                         |
| 1      | Алекс Грегори Том Джеймс Пит Рид Эндрю Триггз-Ходж                                                 | Академическая гребля (мужчины, четвёрки)                        |
| 2      | Хелен Гловер Хизер Стэннинг                                                                        | Академическая гребля (женщины, двойки)                          |
| 3      | Анна Уоткинс Кэтрин Грейнджер                                                                      | Академическая гребля (женщины, парные двойки)                   |
| 4      | Кэтрин Коупленд Софи Хоскинг                                                                       | Академическая гребля (женщины, парные двойки, лёгкий вес)       |
| 5      | Люк Кэмпбелл                                                                                       | Бокс (мужчины, до 56 кг)                                        |
| 6      | Энтони Джошуа                                                                                      | Бокс (мужчины, свыше 91 кг)                                     |
| 7      | Никола Адамс                                                                                       | Бокс (женщины, до 51 кг)                                        |
| 8      | Брэдли Уиггинс                                                                                     | Велоспорт (мужчины, индивидуальная гонка с раздельным стартом)  |
| 9      | Джейсон Кенни                                                                                      | Велоспорт (мужчины, спринт)                                     |
| 10     | Филип Хайндс Крис Хой Джейсон Кенни                                                                | Велоспорт (мужчины, командный спринт)                           |
| 11     | Эд Клэнси Джирейнт Томас Стивен Бурк Питер Кенно                                                   | Велоспорт (мужчины, командная гонка преследования)              |
| 12     | Крис Хой                                                                                           | Велоспорт (мужчины, кейрин)                                     |
| 13     | Даниель Кинг Лора Тротт Джоанна Роуселл                                                            | Велоспорт (женщины, командная гонка преследования)              |
| 14     | Виктория Пендлтон                                                                                  | Велоспорт (женщины, кейрин)                                     |
| 15     | Лора Тротт                                                                                         | Велоспорт (женщины, омниум)                                     |
| 16     | Тим Бэйлли Этьенн Стотт                                                                            | Гребной слалом (мужчины, каноэ-двойки)                          |
| 17     | Эд Маккивер                                                                                        | Гребля на байдарках и каноэ (мужчины, байдарки-одиночки, 200 м) |
| 18     | Шарлотта Дюжарден                                                                                  | Конный спорт (личная выездка)                                   |
| 19     | Карл Хестер Лаура Бехтольсхаймер Шарлотта Дюжарден                                                 | Конный спорт (командная выездка)                                |
| 20     | Скотт Брэш на Hello Sanctos Ник Скелтон на Big Star Бен Маэр на Tripple X Питер Чарльз на Vindicat | Конный спорт (конкур, командное первенство)                     |
| 21     | Мохаммед Фарах                                                                                     | Лёгкая атлетика (мужчины, бег на 5 000 метров)                  |
| 22     | Мохаммед Фарах                                                                                     | Лёгкая атлетика (мужчины, бег на 10 000 метров)                 |
| 23     | Грег Рутерфорд                                                                                     | Лёгкая атлетика (мужчины, прыжки в длину)                       |
| 24     | Джессика Эннис                                                                                     | Лёгкая атлетика (женщины, семиборье)                            |
| 25     | Бен Эйнсли                                                                                         | Парусный спорт (мужчины, финн)                                  |
| 26     | Питер Уилсон                                                                                       | Стрельба (мужчины, дубль-трап)                                  |
| 27     | Энди Маррей                                                                                        | Теннис (мужчины, одиночный разряд)                              |
| 28     | Алистер Браунли                                                                                    | Триатлон (мужчины)                                              |
| 29     | Джейд Джонс                                                                                        | Тхэквондо (женщины, до 57 кг)                                   |

### Серебро
| Серебро |                                                                    |                                                           |
| №       | Спортсмены                                                         | Вид спорта (дисциплина)                                   |
| 1       | Зак Пёрчаз Марк Хантер                                             | Академическая гребля (мужчины, парные двойки, лёгкий вес) |
| 2       | Питер Чемберс Роб Уильямс Ричард Чемберс Крис Бартли               | Академическая гребля (мужчины, четвёрки, лёгкий вес)      |
| 3       | Фредди Эванс                                                       | Бокс (мужчины, до 69 кг)                                  |
| 4       | Лиззи Эрмитстед                                                    | Велоспорт (женщины, шоссейная групповая гонка)            |
| 5       | Виктория Пендлтон                                                  | Велоспорт (женщины, спринт)                               |
| 6       | Дэвид Флоренс Ричард Хаунслоу                                      | Гребной слалом (мужчины, каноэ-двойки)                    |
| 7       | Джемма Гиббонс                                                     | Дзюдо (женщины, до 78 кг)                                 |
| 8       | Уильям Фокс-Питт Никола Уилсон Зара Филлипс Мэри Кинг Кристина Кук | Конный спорт (командное троеборье)                        |
| 9       | Кристин Охуруогу                                                   | Лёгкая атлетика (женщины, 400 м)                          |
| 10      | Ник Демпси                                                         | Парусный спорт (мужчины, RS:X)                            |
| 11      | Йен Перси Эндрю Симпсон                                            | Парусный спорт (мужчины, звёздный)                        |
| 12      | Стюарт Бителл Люк Пэйшнс                                           | Парусный спорт (мужчины, 470)                             |
| 13      | Саския Кларк Ханна Миллс                                           | Парусный спорт (женщины, 470)                             |
| 14      | Майкл Джеймисон                                                    | Плавание (мужчины, 200 метров брассом)                    |
| 15      | Саманта Маррей                                                     | Современное пятиборье (женщины)                           |
| 16      | Луис Смит                                                          | Спортивная гимнастика (мужчины, конь)                     |
| 17      | Энди Маррей Лора Робсон                                            | Теннис (смешанный парный разряд)                          |

### Бронза
| Бронза | |                                                        |
| 1      | Алан Кэмпбелл | Академическая гребля (мужчины, одиночки)               |
| 2      | Джордж Нэш Уильям Сэтч | Академическая гребля (мужчины, двойки)                 |
| 3      | Ричард Эгинтон Константин Лулудис Мэттью Лэнгридж Алекс Партридж Том Рэнсли Мохамед Сбихи Грегори Сирл Джеймс Фоад Филан Хилл                                                                                 | Академическая гребля (мужчины, восьмёрки)              |
| 4      | Энтони Огого | Бокс (мужчины, до 75 кг)                               |
| 5      | Крис Фрум | Велоспорт (мужчины, раздельная шоссейная гонка)        |
| 6      | Эд Клэнси | Велоспорт (мужчины, омниум)                            |
| 7      | Лиам Хит Джонатан Скофилд | Гребля на байдарках и каноэ (мужчины, байдарки-двойки) |
| 8      | Карина Брайант | Дзюдо (женщины, свыше 78 кг)                           |
| 9      | Лаура Бехтольсхаймер | Конный спорт (личная выездка)                          |
| 10     | Роберт Грабарз | Лёгкая атлетика (мужчины, прыжки в высоту)             |
| 11     | Ребекка Эдлингтон | Плавание (женщины, 400 метров вольным стилем)          |
| 12     | Ребекка Эдлингтон | Плавание (женщины, 800 метров вольным стилем)          |
| 13     | Томас Дэйли | Прыжки в воду (мужчины, вышка, 10 метров)              |
| 14     | Сэм Олдем Дэниел Пёрвис Луис Смит Кристиан Томас Макс Уитлок | Спортивная гимнастика (мужчины, командное многоборье)  |
| 15     | Макс Уитлок | Спортивная гимнастика (мужчины, конь)                  |
| 16     | Элизабет Твиддл | Спортивная гимнастика (женщины, брусья)                |
| 17     | Джонатан Браунли | Триатлон (мужчины)                                     |
| 18     | Лутало Мухаммад | Тхэквондо (мужчины, до 80 кг)                          |
| 19     | Бет Сторри Эмили Магвайер Лаура Ансворт Криста Каллен Ханна Маклеод Энн Пэнтер Хелен Ричардсон Кейт Волш Хлое Роджерс Лаура Бартлетт Алекс Дэнсон Джорджи Твигг Эшли Болл Салли Уолтон Никола Уайт Сара Томас | Хоккей на траве (женщины)                              |

## Результаты соревнований

### Академическая гребля
В следующий раунд из каждого заезда проходили несколько лучших экипажей (в зависимости от дисциплины). В утешительный заезд попадали спортсмены, выбывшие в предварительном раунде. В финал A выходили 6 сильнейших экипажей, остальные разыгрывали места в утешительных финалах B-F.
Мужчины
| Соревнование              | Спортсмены | Предварительный заезд | Предварительный заезд | Предварительный заезд | Отборочный заезд | Отборочный заезд | Отборочный заезд | Четвертьфинал | Четвертьфинал | Четвертьфинал | Полуфинал     | Полуфинал     | Полуфинал     | Финал   | Финал   | Итоговое место |
| Соревнование              | Спортсмены | Заезд                 | Время                 | Место                 | Заезд            | Время            | Место            | Заезд         | Время         | Место         | Заезд         | Время         | Место         | Время   | Место   | Итоговое место |
| ------------------------- | --- | --------------------- | --------------------- | --------------------- | ---------------- | ---------------- | ---------------- | ------------- | ------------- | ------------- | ------------- | ------------- | ------------- | ------- | ------- | -------------- |
| одиночки                  | Алан Кэмпбелл | 5                     | 6:47,62               | 1 Q                   | не участвовал    | не участвовал    | не участвовал    | 2             | 6:52,10       | 1 Q           | Полуфинал A/B | Полуфинал A/B | Полуфинал A/B | Финал A | Финал A | 3              |
| одиночки                  | Алан Кэмпбелл | 5                     | 6:47,62               | 1 Q                   | не участвовал    | не участвовал    | не участвовал    | 2             | 6:52,10       | 1 Q           | 2             | 7:18,92       | 2 Q           | 7:03,28 | 3       | 3              |
| двойки                    | Джордж Нэш Уильям Сэтч | 3                     | 6:16,58               | 1 Q                   | не участвовали   | не участвовали   | не участвовали   | не проводится | не проводится | не проводится | 2             | 6:56,46       | 1 Q           | Финал A | Финал A | 3              |
| двойки                    | Джордж Нэш Уильям Сэтч | 3                     | 6:16,58               | 1 Q                   | не участвовали   | не участвовали   | не участвовали   | не проводится | не проводится | не проводится | 2             | 6:56,46       | 1 Q           | 6:21,77 | 3       | 3              |
| двойки парные             | Билл Лукас Сэм Таунсенд | 3                     | 6:11,94               | 2 Q                   | не участвовали   | не участвовали   | не участвовали   | не проводится | не проводится | не проводится | 2             | 6:22,47       | 3 Q           | Финал A | Финал A | 5              |
| двойки парные             | Билл Лукас Сэм Таунсенд | 3                     | 6:11,94               | 2 Q                   | не участвовали   | не участвовали   | не участвовали   | не проводится | не проводится | не проводится | 2             | 6:22,47       | 3 Q           | 6:40,54 | 5       | 5              |
| Двойки парные, лёгкий вес | Марк Хантер Зак Перчез | 2                     | 6:36,29               | 1                     | не участвовали   | не участвовали   | не участвовали   | не проводится | не проводится | не проводится | A/B 2         | 6:33,25       | 1             | 6:37,78 | 2       | 2              |
| Четвёрки                  | Алекс Грегори Том Джеймс Пит Рид Эндрю Триггс-Ходж                                                                             | 2                     | 5:50,27               | 1                     | не участвовали   | не участвовали   | не участвовали   | не проводится | не проводится | не проводится | 1             | 5:58,26       | 1             | 6:03,97 | 1       | 1              |
| Четвёрки парные           | Чарльз Кузинс Стивен Роуботэм Том Солсбери Мэттью Уэллс                                                                        | 3                     | 5:41,75               | 2                     | не участвовали   | не участвовали   | не участвовали   | не проводится | не проводится | не проводится | 1             | 6:05,71       | 3             | 5:49,19 | 5       | 5              |
| Четвёрки, лёгкий вес      | Крис Бартли Питер Чамберс Ричард Чамберс Роб Уильямс                                                                           | 2                     | 5:49,29               | 1                     | не участвовали   | не участвовали   | не участвовали   | не проводится | не проводится | не проводится | 1             | 5:59,68       | 1             | 6:03,09 | 2       | 2              |
| Восьмёрки                 | Ричард Эгингтон Джеймс Фоад Мэттью Лэнгридж Константин Лулудис Алекс Партридж Том Рэнсли Мохамед Сбихи Грегори Сирл Филан Хилл | 2                     | 5:27,61               | 2                     | 1                | 5:26,85          | 1                | не проводится | не проводится | не проводится | не проводится | не проводится | не проводится | 5:51,18 | 3       | 3              |

Женщины
| Соревнование              | Спортсмены | Квалификация | Квалификация | Квалификация | Утешительный раунд | Утешительный раунд | Утешительный раунд | Полуфинал     | Полуфинал     | Полуфинал     | Финал    | Финал   | Финал | Итоговое место |
| Соревнование              | Спортсмены | Заезд        | Время        | Место        | Заезд              | Время              | Место              | Заезд         | Время         | Место         | Название | Время   | Место | Итоговое место |
| ------------------------- | --- | ------------ | ------------ | ------------ | ------------------ | ------------------ | ------------------ | ------------- | ------------- | ------------- | -------- | ------- | ----- | -------------- |
| Двойки                    | Хелен Гловер Хизер Стэннинг | 1            | 6:57,29      | 1            | не участвовали     | не участвовали     | не участвовали     | не проводится | не проводится | не проводится | A        | 7:27,13 | 1     | 1              |
| Двойки парные             | Кэтрин Грейнджер Анна Уоткинс                                                                                                   | 1            | 6:44,33      | 1            | не участвовали     | не участвовали     | не участвовали     | не проводится | не проводится | не проводится | A        | 6:55,82 | 1     | 1              |
| Двойки парные, лёгкий вес | Кэтрин Коупленд Софи Хоскинг | 1            | 6:56,97      | 1            | не участвовали     | не участвовали     | не участвовали     | A/B 1         | 7:05,90       | 1             | A        | 7:09,30 | 1     | 1              |
| Четвёрки парные           | Дебби Флад Фрэнсис Хотон Бет Родфорд Мелани Уилсон                                                                              | 2            | 6:20,71      | 4            | 1                  | 6:21,65            | 3                  | не проводится | не проводится | не проводится | A        | 6:51,54 | 6     | 6              |
| Восьмёрки                 | Джессика Эдди Кэтрин Гривз Линдси Магуир Наташа Пэйдж Луиза Рив Виктория Торнли Аннабель Вернон Оливия Уитлам Кэролайн О’Коннор | 1            | 6:23,51      | 3            | 1                  | 6:21,58            | 5                  | не проводится | не проводится | не проводится | A        | 6:18,77 | 5     | 5              |

### Бадминтон
Мужчины
| Соревнование     | Спортсмены  | Отборочный раунд                       | Отборочный раунд                   | Отборочный раунд | 1/8 финала           | Четвертьфинал        | Полуфинал            | Финал                | Место |
| Соревнование     | Спортсмены  | Соперник Результат                     | Соперник Результат                 | Место            | Соперник Результат   | Соперник Результат   | Соперник Результат   | Соперник Результат   | Место |
| ---------------- | ----------- | -------------------------------------- | ---------------------------------- | ---------------- | -------------------- | -------------------- | -------------------- | -------------------- | ----- |
| Одиночный разряд | Раджив Усеф | Группа M                               | Группа M                           | Группа M         | Завершил выступление | Завершил выступление | Завершил выступление | Завершил выступление | 17    |
| Одиночный разряд | Раджив Усеф | SWEХ. Хурскайнен В 22:20, 17:21, 21:15 | GUAК. Кордон П 21:12, 17:21, 19:21 | 2                | Завершил выступление | Завершил выступление | Завершил выступление | Завершил выступление | 17    |

Женщины
| Соревнование     | Спортсмены       | Отборочный раунд           | Отборочный раунд                 | Отборочный раунд | 1/8 финала            | Четвертьфинал         | Полуфинал             | Финал                 | Место |
| Соревнование     | Спортсмены       | Соперник Результат         | Соперник Результат               | Место            | Соперник Результат    | Соперник Результат    | Соперник Результат    | Соперник Результат    | Место |
| ---------------- | ---------------- | -------------------------- | -------------------------------- | ---------------- | --------------------- | --------------------- | --------------------- | --------------------- | ----- |
| Одиночный разряд | Сюзан Эгельстафф | Группа H                   | Группа H                         | Группа H         | Завершила выступление | Завершила выступление | Завершила выступление | Завершила выступление | 17    |
| Одиночный разряд | Сюзан Эгельстафф | SLOМ. Тврди В 21:15, 21:10 | JPNС. Сато П 21:18, 16:21, 12:21 | 2                | Завершила выступление | Завершила выступление | Завершила выступление | Завершила выступление | 17    |

Микст
| Соревнование     | Спортсмены                | Отборочный раунд                                    | Отборочный раунд                              | Отборочный раунд                          | Отборочный раунд | Четвертьфинал         | Полуфинал             | Финал                 | Место |
| Соревнование     | Спортсмены                | Соперник Результат                                  | Соперник Результат                            | Соперник Результат                        | Место            | Соперник Результат    | Соперник Результат    | Соперник Результат    | Место |
| ---------------- | ------------------------- | --------------------------------------------------- | --------------------------------------------- | ----------------------------------------- | ---------------- | --------------------- | --------------------- | --------------------- | ----- |
| Смешанный разряд | Крис Эдкок Имоджен Банкир | Группа A                                            | Группа A                                      | Группа A                                  | Группа A         | Завершили выступление | Завершили выступление | Завершили выступление | 13    |
| Смешанный разряд | Крис Эдкок Имоджен Банкир | RUSА. Николаенко / В. Сорокина П 21:14, 9:21, 18:21 | GERМ. Фюкс / Б. Михельс П 21:11, 14:21, 17:21 | CHNЧжан Нань / Чжао Юньлэй П 13:21, 14:21 | 4                | Завершили выступление | Завершили выступление | Завершили выступление | 13    |

### Баскетбол
Спортсменов — 24

#### Мужчины
Состав команды
| Мужская сборная Великобритании по баскетболу | Мужская сборная Великобритании по баскетболу | Мужская сборная Великобритании по баскетболу | Мужская сборная Великобритании по баскетболу | Мужская сборная Великобритании по баскетболу | Мужская сборная Великобритании по баскетболу | Мужская сборная Великобритании по баскетболу | Мужская сборная Великобритании по баскетболу | Мужская сборная Великобритании по баскетболу |
| №                                            | Имя                                          | Возраст и дата рождения                      | Рост                                         | Клуб                                         | Игры                                         | Очки                                         | Подборы                                      | Передачи                                     |
| -------------------------------------------- | -------------------------------------------- | -------------------------------------------- | -------------------------------------------- | -------------------------------------------- | -------------------------------------------- | -------------------------------------------- | -------------------------------------------- | -------------------------------------------- |
|                                              | Роберт Арчибальд                             | 29 марта 1980 (32 года)                      | 2,12 м                                       | Сарагоса                                     |                                              |                                              |                                              |                                              |
|                                              | Кирон Ачара                                  | 3 июля 1983 (29 лет)                         | 2,08 м                                       | Манреса                                      |                                              |                                              |                                              |                                              |
|                                              | Эрик Боатенг                                 | 20 ноября 1985 (26 лет)                      | 2,10 м                                       | Перистери                                    |                                              |                                              |                                              |                                              |
|                                              | Луол Денг                                    | 16 апреля 1985 (27 лет)                      | 2,06 м                                       | Чикаго Буллз                                 |                                              |                                              |                                              |                                              |
|                                              | Кайл Джонсон                                 | 31 декабря 1988 (23 года)                    | 1,93 м                                       | АПОЭЛ                                        |                                              |                                              |                                              |                                              |
|                                              | Дэн Кларк                                    | 16 сентября 1988 (23 года)                   | 2,11 м                                       | Эстудиантес                                  |                                              |                                              |                                              |                                              |
|                                              | Майк Лензли                                  | 1 мая 1981 (31 год)                          | 1,89 м                                       | Нимбурк                                      |                                              |                                              |                                              |                                              |
|                                              | Эндрю Лоуренс                                | 4 июня 1990 (22 года)                        | 1,88 м                                       | Чарльстонский колледж                        |                                              |                                              |                                              |                                              |
|                                              | Попс Менса-Бонсу                             | 7 сентября 1983 (28 лет)                     | 2,06 м                                       | Бешикташ                                     |                                              |                                              |                                              |                                              |
|                                              | Нейт Рейнкинг                                | 12 декабря 1973 (38 лет)                     | 1,83 м                                       | Шеффилд Шаркс                                |                                              |                                              |                                              |                                              |
|                                              | Эндрю Салливан                               | 12 февраля 1980 (32 года)                    | 2,03 м                                       | Лестер Райдерс                               |                                              |                                              |                                              |                                              |
|                                              | Джоэл Фрилэнд                                | 7 февраля 1987 (25 лет)                      | 2,06 м                                       | Малага                                       |                                              |                                              |                                              |                                              |
| Главный тренер: Крис Финч                    |                                              |                                              |                                              |                                              |                                              |                                              |                                              |                                              |

Результаты
Групповой этап (Группа B)
| Место | Сборная        | В | П | МЗ  | МП  | МР   | Очки |
| ----- | -------------- | - | - | --- | --- | ---- | ---- |
| 1     | Россия         | 4 | 1 | 400 | 359 | +41  | 9    |
| 2     | Бразилия       | 4 | 1 | 402 | 349 | +53  | 9    |
| 3     | Испания        | 3 | 2 | 414 | 394 | +20  | 8    |
| 4     | Австралия      | 3 | 2 | 410 | 373 | +37  | 8    |
| 5     | Великобритания | 1 | 4 | 370 | 405 | −35  | 6    |
| 6     | Китай          | 0 | 5 | 313 | 439 | −126 | 5    |

| 29 июля 2012 20:00 (UTC+1) |  | Победитель квалификации 3 | ' | Великобритания | Баскетбол арена |

| 31 июля 2012 16:45 (UTC+1) |  | Великобритания | ' | Бразилия | Баскетбол арена |

| 2 августа 2012 20:00(UTC+1) |  | Испания | ' | Великобритания | Баскетбол арена |

| 4 августа 2012 20:00 (UTC+1) |  | Великобритания | ' | Австралия | Баскетбол арена |

| 6 августа 2012 16:45 (UTC+1) |  | Великобритания | ' | Китай | Баскетбол арена |

#### Женщины
Состав команды
| Женская сборная Великобритании по баскетболу | Женская сборная Великобритании по баскетболу | Женская сборная Великобритании по баскетболу | Женская сборная Великобритании по баскетболу | Женская сборная Великобритании по баскетболу | Женская сборная Великобритании по баскетболу | Женская сборная Великобритании по баскетболу | Женская сборная Великобритании по баскетболу | Женская сборная Великобритании по баскетболу |
| №                                            | Имя                                          | Возраст и дата рождения                      | Рост                                         | Клуб                                         | Игры                                         | Очки                                         | Подборы                                      | Передачи                                     |
| -------------------------------------------- | -------------------------------------------- | -------------------------------------------- | -------------------------------------------- | -------------------------------------------- | -------------------------------------------- | -------------------------------------------- | -------------------------------------------- | -------------------------------------------- |
|                                              | Доминик Аллен                                | 10 сентября 1989 (22 года)                   | 1,88 м                                       | Университет Орал Робертса                    |                                              |                                              |                                              |                                              |
|                                              | Роуз Андерсон                                | 23 марта 1988 (24 года)                      | 1,78 м                                       | УВИК Ачерс                                   |                                              |                                              |                                              |                                              |
|                                              | Кимберли Батлер                              | 7 сентября 1982 (29 лет)                     | 1,88 м                                       | Пул Комензе                                  |                                              |                                              |                                              |                                              |
|                                              | Рэйчел Вандервол                             | 27 июня 1983 (29 лет)                        | 1,75 м                                       | Лимерикский университет                      |                                              |                                              |                                              |                                              |
|                                              | Стефани Коллинз                              | 13 декабря 1982 (29 лет)                     | 1,68 м                                       | УВИК Ачерс                                   |                                              |                                              |                                              |                                              |
|                                              | Джоанна Лидхэм                               | 5 декабря 1987 (24 года)                     | 1,80 м                                       | Буллин Бумерс                                |                                              |                                              |                                              |                                              |
|                                              | Джули Пейдж                                  | 24 апреля 1983 (29 лет)                      | 1,88 м                                       | Энерга Торунь                                |                                              |                                              |                                              |                                              |
|                                              | Натали Стаффорд                              | 8 декабря 1976 (35 лет)                      | 1,76 м                                       | Сидней Флеймз                                |                                              |                                              |                                              |                                              |
|                                              | Азания Стюарт                                | 13 марта 1989 (23 года)                      | 1,94 м                                       | Флоридский университет                       |                                              |                                              |                                              |                                              |
|                                              | Дженая Уэйд-Фрей                             | 5 сентября 1988 (22 года)                    | 1,75 м                                       | Без клуба                                    |                                              |                                              |                                              |                                              |
|                                              | Темитопе Фагбенле                            | 8 сентября 1982 (29 лет)                     | 1,93 м                                       | Харрингей Энджелс                            |                                              |                                              |                                              |                                              |
|                                              | Шантель Хэнди                                | 16 июня 1987 (25 лет)                        | 1,91 м                                       | Атинаикос                                    |                                              |                                              |                                              |                                              |
| Главный тренер: Том Махер                    |                                              |                                              |                                              |                                              |                                              |                                              |                                              |                                              |

Результаты
Групповой этап (Группа B)
| Место | Сборная        | В | П | МЗ  | МП  | МР  | Очки |
| ----- | -------------- | - | - | --- | --- | --- | ---- |
| 1     | Франция        | 5 | 0 | 356 | 319 | +37 | 10   |
| 2     | Австралия      | 4 | 1 | 353 | 322 | +31 | 9    |
| 3     | Россия         | 3 | 2 | 314 | 308 | +6  | 8    |
| 4     | Канада         | 2 | 3 | 328 | 332 | -4  | 7    |
| 5     | Бразилия       | 1 | 4 | 329 | 354 | -25 | 6    |
| 6     | Великобритания | 0 | 5 | 327 | 372 | -45 | 5    |

| 28 июля 2012 22:15 (UTC+1) |  | Австралия | ' | Великобритания | Баскетбол арена |

| 30 июля 2012 20:00 (UTC+1) |  | Великобритания | ' | Канада | Баскетбол арена |

| 1 августа 2012 16:45 (UTC+1) |  | Великобритания | ' | Россия | Баскетбол арена |

| 3 августа 2012 20:00 (UTC+1) |  | Франция | ' | Великобритания | Баскетбол арена |

| 5 августа 2012 22:15 (UTC+1) |  | Великобритания | ' | Бразилия | Баскетбол арена |

### Бокс
Мужчины
| Соревнование | Спортсмены    | 1/16 финала            | 1/8 финала               | Четвертьфинал             | Полуфинал              | Финал                    | Место |
| Соревнование | Спортсмены    | Соперник Результат     | Соперник Результат       | Соперник Результат        | Соперник Результат     | Соперник Результат       | Место |
| ------------ | ------------- | ---------------------- | ------------------------ | ------------------------- | ---------------------- | ------------------------ | ----- |
| до 52 кг     | Эндрю Селби   | Не участвовал          | KAZИ. Сулейменов В 19:15 | CUBР. Рамирес П 11:16     | Завершил выступление   | Завершил выступление     | 5     |
| до 56 кг     | Люк Кэмпбелл  | Не участвовал          | ITAВ. Парринелло В 11:9  | BULД. Далаклиев В 16:15   | JPNС. Симидзу В 20:11  | IRLДж. Дж. Невин В 14:11 | 1     |
| до 60 кг     | Джош Тейлор   | BRAР. Консейсао В 13:9 | ITAД. Валентино П 10:15  | Завершил выступление      | Завершил выступление   | Завершил выступление     | 9     |
| до 64 кг     | Том Сталкер   | Не участвовал          | INDМ. Кумар В 20:16      | MGLУ. Монх-Эрдэнэ П 22:23 | Завершил выступление   | Завершил выступление     | 5     |
| до 69 кг     | Фред Эванс    | ALGИ. Аббади В 18:10   | LTUЭ. Каваляускас В 11:7 | CANК. Клейтон В 14:14     | UKRТ. Шелестюк В 11:10 | KAZС. Сапиев П 9:17      | 2     |
| до 75 кг     | Энтони Огого  | DOMЖ. Кастильо В 13:6  | UKRЕ. Хитров В 18:18     | GERШ. Хертель В 15:10     | BRAЭ. Фалькао П 9:16   | Завершил выступление     | 3     |
| свыше 91 кг  | Энтони Джошуа | Не проводится          | CUBЭ. Савон В 17:16      | CHNЧжан Чжилэй В 15:11    | KAZИ. Дычко В 13:11    | ITAР. Каммарелле В 18:18 | 1     |

Женщины
| Соревнование | Спортсмены      | 1/8 финала             | Четвертьфинал          | Полуфинал             | Финал                   | Место |
| Соревнование | Спортсмены      | Соперник Результат     | Соперник Результат     | Соперник Результат    | Соперник Результат      | Место |
| ------------ | --------------- | ---------------------- | ---------------------- | --------------------- | ----------------------- | ----- |
| до 51 кг     | Никола Адамс    | Не участвовала         | BULС. Петрова В 16:7   | INDМ. Ком В 11:6      | CHNЖэнь Цаньцань В 16:7 | 1     |
| до 60 кг     | Наташа Джонас   | USAК. Андервуд В 21:13 | IRLК. Тейлор П 15:26   | Завершила выступление | Завершила выступление   | 5     |
| до 75 кг     | Саванна Маршалл | Не участвовала         | KAZМ. Вольнова П 12:16 | Завершила выступление | Завершила выступление   | 5     |

### Борьба
Женщины
Вольная борьба
| Соревнование | Спортсмены     | 1/16 финала        | 1/8 финала         | Четвертьфинал         | Полуфинал             | Финал                 | Место |
| Соревнование | Спортсмены     | Соперник Результат | Соперник Результат | Соперник Результат    | Соперник Результат    | Соперник Результат    | Место |
| ------------ | -------------- | ------------------ | ------------------ | --------------------- | --------------------- | --------------------- | ----- |
| до 55 кг     | Ольга Буткевич | Не участвовала     | ECUЛ. Антес П 1:3  | Завершила выступление | Завершила выступление | Завершила выступление | 11    |

### Велоспорт

#### Шоссейный велоспорт
Мужчины
| Соревнование     | Спортсмены     | Результат | Место |
| ---------------- | -------------- | --------- | ----- |
| Групповая гонка  | Марк Кавендиш  | 5:46:37   | 29    |
| Групповая гонка  | Ян Станнард    | 5:46:47   | 92    |
| Групповая гонка  | Брэдли Уиггинс | 5:47:14   | 100   |
| Групповая гонка  | Дэвид Миллар   | 5:55:16   | 105   |
| Групповая гонка  | Крис Фрум      | 5:58:24   | 109   |
| Раздельная гонка | Брэдли Уиггинс | 50:39,54  | 1     |
| Раздельная гонка | Крис Фрум      | 51:41,87  | 3     |

Женщины
| Соревнование     | Спортсмены      | Результат | Место |
| ---------------- | --------------- | --------- | ----- |
| Групповая гонка  | Лиззи Армитстед | 3:35:29   | 2     |
| Групповая гонка  | Николь Кук      | 3:36:01   | 31    |
| Групповая гонка  | Эмма Пули       | 3:37:26   | 40    |
| Групповая гонка  | Люси Мартин     | OTL       | OTL   |
| Раздельная гонка | Эмма Пули       | 38:37,70  | 6     |
| Раздельная гонка | Лиззи Армитстед | 39:26,24  | 10    |

#### Трековый велоспорт
Спринт
| Соревнование | Спортсмены        | Квалификация       | Квалификация | Раунд 1                        | Отбор 1                  | Раунд 2                          | Отбор 2                  | Четвертьфинал                    | Полуфинал                      | Финал                        | Место |
| Соревнование | Спортсмены        | Время Скорость     | Место        | Соперник Время Скорость        | Соперники Время Скорость | Соперник Время Скорость          | Соперники Время Скорость | Соперник Время Скорость          | Соперник Время Скорость        | Соперники Время Скорость     | Место |
| ------------ | ----------------- | ------------------ | ------------ | ------------------------------ | ------------------------ | -------------------------------- | ------------------------ | -------------------------------- | ------------------------------ | ---------------------------- | ----- |
| Мужчины      | Джейсон Кенни     | 9,713 (OR) 74,127  | 1            | Не участвовал                  | Не участвовал            | RSAБ. Эстерхюзен В 10,363 69,477 | Не участвовал            | MASА. Аванг В 10,433 В 10,030    | TRIН. Филлип В 10,159 В 10,166 | FRAГ. Боже В 10,232 В 10,308 | 1     |
| Женщины      | Виктория Пендлтон | 10,724 (OR) 67,139 | 1            | RUSЕ. Гниденко В 11,775 61,146 | Не участвовала           | NEDВ. Канис В 11,840 60,810      | Не участвовала           | BLRО. Панарина В 11,226 В 11,339 | GERК. Фогель В 11,481 В 11,538 | AUSА. Мирс П REL П           | 2     |

Командный спринт
| Соревнование | Спортсмены                          | Квалификация       | Квалификация | Полуфинал                       | Полуфинал | Финал                 | Финал                            | Место |
| Соревнование | Спортсмены                          | Время Скорость     | Место        | Соперник Время Скорость         | Место     | Название              | Соперники Время Скорость         | Место |
| ------------ | ----------------------------------- | ------------------ | ------------ | ------------------------------- | --------- | --------------------- | -------------------------------- | ----- |
| Мужчины      | Джейсон Кенни Филип Хайндс Крис Хой | 43,065 (OR) 62,695 | 1 Q          | Япония · В 42,747 (WR) · 63,162 | 1 Q       | За 1-е место          | Франция · В 42,600 (WR) · 63,380 | 1     |
| Женщины      | Джессика Варниш Виктория Пендлтон   | 32,526 (WR) 55,340 | 2 Q          | Украина · П REL                 | 8         | Завершили выступление | Завершили выступление            | 8     |

Командная гонка преследования
| Соревнование | Спортсмены                                       | Квалификация   | Квалификация | Полуфинал                | Полуфинал | Финал        | Финал                       | Место |
| Соревнование | Спортсмены                                       | Время Скорость | Место        | Соперник Время           | Место     | Название     | Соперники Время             | Место |
| ------------ | ------------------------------------------------ | -------------- | ------------ | ------------------------ | --------- | ------------ | --------------------------- | ----- |
| Мужчины      | Стивен Берк Питер Кеннах Эд Клэнси Герайнт Томас | 3:52,499       | 1 Q          | Дания · В 3:52,743       | 1 Q       | За 1-е место | Австралия · В 3:51,659 (WR) | 1     |
| Женщины      | Даниель Кинг Джоанна Роуселл Лора Тротт          | 3:15,669       | 1 Q          | Канада · В 3:14,682 (WR) | 1 Q       | За 1-е место | США · В 3:14,051 (WR)       | 1     |

Кейрин
| Соревнование | Спортсмены        | Первый раунд | Первый раунд | Отборочный раунд | Отборочный раунд | Второй раунд | Второй раунд | Финал    | Финал | Итоговое место |
| Соревнование | Спортсмены        | Заезд        | Место        | Заезд            | Место            | Заезд        | Место        | Название | Место | Итоговое место |
| ------------ | ----------------- | ------------ | ------------ | ---------------- | ---------------- | ------------ | ------------ | -------- | ----- | -------------- |
| Мужчины      | Крис Хой          | 1            | 1 Q          | Не участвовал    | Не участвовал    | 1            | 1 Q          | Большой  | 1     | 1              |
| Женщины      | Виктория Пендлтон | 2            | 1 Q          | Не участвовала   | Не участвовала   | 2            | 1 Q          | Большой  | 1     | 1              |

Омниум
| Соревнование | Спортсмены | Круг с хода | Круг с хода | Гонка по очкам | Гонка по очкам | Гонка с выбыванием | Гонка преследования | Гонка преследования | Скретч | Раздельный старт | Раздельный старт | Сумма очков | Итоговое место |
| Соревнование | Спортсмены | Время       | Место       | Очки           | Место          | Место              | Время               | Место               | Место  | Время            | Место            | Сумма очков | Итоговое место |
| ------------ | ---------- | ----------- | ----------- | -------------- | -------------- | ------------------ | ------------------- | ------------------- | ------ | ---------------- | ---------------- | ----------- | -------------- |
| Мужчины      | Эд Клэнси  | 12,556      | 1           | 18             | 11             | 5                  | 4:20,853            | 2                   | 10     | 1:00,981         | 1                | 30          | 3              |
| Женщины      | Лора Тротт | 14,057      | 1           | 14             | 10             | 1                  | 3:30,547            | 2                   | 3      | 35,110           | 1                | 18          | 1              |

#### Маунтинбайк
| Соревнование | Спортсмены  | Результат | Место |
| ------------ | ----------- | --------- | ----- |
| Мужчины      | Лиам Киллин | DNF       | DNF   |
| Женщины      | Энни Ласт   | 1:33:47   | 8     |

#### BMX
| Соревнование | Спортсмены   | Квалификация | Квалификация | Четвертьфинал | Четвертьфинал | Полуфинал | Полуфинал | Финал     | Финал | Итоговое место |
| Соревнование | Спортсмены   | Результат    | Место        | Очки          | Место         | Очки      | Место     | Результат | Место | Итоговое место |
| ------------ | ------------ | ------------ | ------------ | ------------- | ------------- | --------- | --------- | --------- | ----- | -------------- |
| Мужчины      | Лиам Филлипс | 38,719       | 12           | 6             | 2             | 9         | 3         | 2:11,918  | 8     | 8              |
| Женщины      | Шаназ Рид    | 39,368       | 5            | Не проводится | Не проводится | 5         | 2         | 39,247    | 6     | 6              |

### Волейбол

#### Пляжный волейбол
| Соревнование | Спортсмены                         | Отборочный раунд | Отборочный раунд              | Отборочный раунд      | Отборочный раунд | 1/8 финала            | Четвертьфинал         | Полуфинал             | Финал                 | Место |
| Соревнование | Спортсмены                         | Группа           | Соперники                     | Результат             | Место            | Соперники Результат   | Соперники Результат   | Соперники Результат   | Соперники Результат   | Место |
| ------------ | ---------------------------------- | ---------------- | ----------------------------- | --------------------- | ---------------- | --------------------- | --------------------- | --------------------- | --------------------- | ----- |
| Мужчины      | Джон Гарсия Томпсон Стив Гротовски | F                | CANДж. Бинсток / М. Ридер     | П 19:21, 13:21        | 4                | Завершили выступление | Завершили выступление | Завершили выступление | Завершили выступление | 19    |
| Мужчины      | Джон Гарсия Томпсон Стив Гротовски | F                | BRAП. Кунья / Р. Сантус       | П 17:21, 12:21        | 4                | Завершили выступление | Завершили выступление | Завершили выступление | Завершили выступление | 19    |
| Мужчины      | Джон Гарсия Томпсон Стив Гротовски | F                | NORТ. Скарлунд / М. Спиннангр | П 20:22, 13:21        | 4                | Завершили выступление | Завершили выступление | Завершили выступление | Завершили выступление | 19    |
| Женщины      | Зара Дэмпни Шона Мулин             | F                | CANМ.-А. Лессар / Э. Мартин   | В 17:21, 21:14, 15:13 | 3                | Завершили выступление | Завершили выступление | Завершили выступление | Завершили выступление | 17    |
| Женщины      | Зара Дэмпни Шона Мулин             | F                | ITAГ. Чиколари / М. Менегатти | П 18:21, 12:21        | 3                | Завершили выступление | Завершили выступление | Завершили выступление | Завершили выступление | 17    |
| Женщины      | Зара Дэмпни Шона Мулин             | F                | RUSЕ. Хомякова / Е. Уколова   | П 23:25, 13:21        | 3                | Завершили выступление | Завершили выступление | Завершили выступление | Завершили выступление | 17    |
| Женщины      | Зара Дэмпни Шона Мулин             | F                | Стыковой матч                 |                       | 3                | Завершили выступление | Завершили выступление | Завершили выступление | Завершили выступление | 17    |
| Женщины      | Зара Дэмпни Шона Мулин             | F                | AUTД. Швайгер / С. Швайгер    | П 15:21, 12:21        | 3                | Завершили выступление | Завершили выступление | Завершили выступление | Завершили выступление | 17    |

### Водные виды спорта

#### Плавание
Спортсменов —
В следующий раунд на каждой дистанции проходят лучшие спортсмены по времени, независимо от места занятого в своём заплыве.
Мужчины
| Соревнование                 | Спортсмен                                                 | Предварительные заплывы | Предварительные заплывы | Полуфиналы           | Полуфиналы           | Финал                | Финал                |
| Соревнование                 | Спортсмен                                                 | Результат               | Место                   | Результат            | Место                | Результат            | Место                |
| ---------------------------- | --------------------------------------------------------- | ----------------------- | ----------------------- | -------------------- | -------------------- | -------------------- | -------------------- |
| 50 м вольный стиль           | Адам Браун                                                | 22,39                   | 20                      | Завершил выступление | Завершил выступление | Завершил выступление | Завершил выступление |
| 100 м вольный стиль          |                                                           |                         |                         |                      |                      |                      |                      |
| 200 м вольный стиль          | Роберт Ренвик                                             |                         |                         |                      |                      |                      |                      |
| 200 м вольный стиль          |                                                           |                         |                         |                      |                      |                      |                      |
| 400 м вольный стиль          | Роберт Ренвик                                             |                         |                         |                      |                      |                      |                      |
| 400 м вольный стиль          |                                                           |                         |                         |                      |                      |                      |                      |
| 1500 м вольный стиль         | Дэвид Дэвис                                               |                         |                         |                      |                      |                      |                      |
| 1500 м вольный стиль         | Даниэль Фогг                                              |                         |                         |                      |                      |                      |                      |
| 100 м баттерфляй             | Майкл Рок                                                 |                         |                         |                      |                      |                      |                      |
| 200 м баттерфляй             | Роберто Павони                                            |                         |                         |                      |                      |                      |                      |
| 200 м баттерфляй             | Джозеф Робак                                              |                         |                         |                      |                      |                      |                      |
| 100 м на спине               | Лиам Тэнкок                                               |                         |                         |                      |                      |                      |                      |
| 200 м на спине               |                                                           |                         |                         |                      |                      |                      |                      |
|                              |                                                           |                         |                         |                      |                      |                      |                      |
| 100 м брасс                  | Крэйг Бенсон                                              |                         |                         |                      |                      |                      |                      |
| 100 м брасс                  |                                                           |                         |                         |                      |                      |                      |                      |
| 200 м брасс                  | Майкл Джеймисон                                           |                         |                         |                      |                      |                      |                      |
| 200 м брасс                  | Эндрю Уиллис                                              |                         |                         |                      |                      |                      |                      |
| 200 м комплекс               | Джеймс Годдард                                            |                         |                         |                      |                      |                      |                      |
| 200 м комплекс               | Джозеф Робак                                              |                         |                         |                      |                      |                      |                      |
| 400 м комплекс               | Роберто Павони                                            |                         |                         |                      |                      |                      |                      |
| 400 м комплекс               | Джозеф Робак                                              |                         |                         |                      |                      |                      |                      |
| 4×100 м вольный стиль        | Саймон Барнетт Адам Браун Джеймс Дисней-Мей Крэйг Гиббонс |                         |                         |                      |                      |                      |                      |
| 4×200 м вольный стиль        | Роберт Бейл Росс Дэвенпорт Иейан Ллойд                    |                         |                         |                      |                      |                      |                      |
| 4×100 метров комбинированная |                                                           |                         |                         |                      |                      |                      |                      |

Открытая вода
| Соревнование  | Спортсмены | Результат | Отставание | Место |
| ------------- | ---------- | --------- | ---------- | ----- |
| 10 километров |            |           |            |       |
|               |            |           |            |       |

Женщины
| Соревнование                 | Спортсмен                                        | Предварительный раунд | Предварительный раунд | Полуфинал | Полуфинал | Финал     | Финал |
| Соревнование                 | Спортсмен                                        | Результат             | Место                 | Результат | Место     | Результат | Место |
| ---------------------------- | ------------------------------------------------ | --------------------- | --------------------- | --------- | --------- | --------- | ----- |
| 50 м вольный стиль           | Франческа Халсолл                                |                       |                       |           |           |           |       |
| 50 м вольный стиль           | Эми Смит                                         |                       |                       |           |           |           |       |
| 100 м вольный стиль          | Франческа Халсолл                                |                       |                       |           |           |           |       |
| 100 м вольный стиль          | Эми Смит                                         |                       |                       |           |           |           |       |
| 200 м вольный стиль          | Ребекка Тёрнер                                   |                       |                       |           |           |           |       |
| 400 м вольный стиль          | Ребекка Эдлингтон                                |                       |                       |           |           |           |       |
| 400 м вольный стиль          | Джоанн Джексон                                   |                       |                       |           |           |           |       |
| 800 м вольный стиль          | Ребекка Эдлингтон                                |                       |                       |           |           |           |       |
| 800 м вольный стиль          | Элий Фалкнер                                     |                       |                       |           |           |           |       |
| 100 м баттерфляй             | Эллен Ганди                                      |                       |                       |           |           |           |       |
| 100 м баттерфляй             | Франческа Халсолл                                |                       |                       |           |           |           |       |
| 200 м баттерфляй             | Эллен Ганди                                      |                       |                       |           |           |           |       |
| 200 м баттерфляй             | Джемма Лоу                                       |                       |                       |           |           |           |       |
| 100 м на спине               | Джорджия Дэвис                                   |                       |                       |           |           |           |       |
| 100 м на спине               | Джемма Споффорт                                  |                       |                       |           |           |           |       |
| 200 м на спине               | Элизабет Симмондс                                |                       |                       |           |           |           |       |
| 200 м на спине               |                                                  |                       |                       |           |           |           |       |
| 100 м брасс                  | Кейт Хейвуд                                      |                       |                       |           |           |           |       |
| 200 м брасс                  | Стейси Тадд                                      |                       |                       |           |           |           |       |
| 200 м комплекс               | Софи Аллен                                       |                       |                       |           |           |           |       |
| 200 м комплекс               | Ханна Майли                                      |                       |                       |           |           |           |       |
| 400 м комплекс               | Эйми Уилмотт                                     |                       |                       |           |           |           |       |
| 400 м комплекс               | Ханна Майли                                      |                       |                       |           |           |           |       |
| 4×100 м вольный стиль        | Джессика Ллойд Ребекка Тёрнер                    |                       |                       |           |           |           |       |
| 4×200 м вольный стиль        | Элеанор Фолкнер Джоанн Джексон Кейтлин Макклетчи |                       |                       |           |           |           |       |
| 4×100 метров комбинированная |                                                  |                       |                       |           |           |           |       |

Открытая вода
| Соревнование  | Спортсмены    | Результат | Отставание | Место |
| ------------- | ------------- | --------- | ---------- | ----- |
| 10 километров | Кери-Энн Пейн |           |            |       |
| 10 километров |               |           |            |       |

#### Прыжки в воду
Мужчины
| Соревнование                 | Спортсмены                        | Предварительный раунд | Предварительный раунд | Полуфинал            | Полуфинал            | Финал                | Финал                |
| Соревнование                 | Спортсмены                        | Результат             | Место                 | Результат            | Место                | Результат            | Место                |
| ---------------------------- | --------------------------------- | --------------------- | --------------------- | -------------------- | -------------------- | -------------------- | -------------------- |
| Трамплин, 3 метра            | Джек Лафер                        | 330.00                | 27                    | Завершил выступление | Завершил выступление | Завершил выступление | Завершил выступление |
| Трамплин, 3 метра            | Крис Мирс                         | 436.05                | 18                    | 461.00               | 9                    | 439.75               | 9                    |
| Вышка, 10 метров             | Томас Дэйли                       | 448.45                | 15                    | 521.10               | 4                    | 556.95               | 3                    |
| Вышка, 10 метров             | Питер Вотерфилд                   | 412.45                | 23                    | Завершил выступление | Завершил выступление | Завершил выступление | Завершил выступление |
| Синхронный трамплин, 3 метра | Крис Мирс Николас Робинсон-Бейкер |                       |                       |                      |                      | 432,60               | 5                    |
| Синхронная вышка, 10 метров  |                                   |                       |                       |                      |                      |                      |                      |
| Томас Дэйли Питер Вотерфилд  |                                   |                       |                       |                      | 454.65               | 4                    |                      |

Женщины
| Соревнование                   | Спортсмены        | Предварительный раунд | Предварительный раунд | Полуфинал             | Полуфинал             | Финал                 | Финал                 |
| Соревнование                   | Спортсмены        | Результат             | Место                 | Результат             | Место                 | Результат             | Место                 |
| ------------------------------ | ----------------- | --------------------- | --------------------- | --------------------- | --------------------- | --------------------- | --------------------- |
| Трамплин, 3 метра              | Ханна Старлинг    | 298.25                | 17                    | 313.95                | 13                    | Завершила выступление | Завершила выступление |
| Трамплин, 3 метра              | Ребекка Гэллантри | 299.25                | 16                    | 267.10                | 18                    | Завершила выступление | Завершила выступление |
| Вышка, 10 метров               | Моника Гледдинг   | 301.45                | 19                    | Завершила выступление | Завершила выступление | Завершила выступление | Завершила выступление |
| Вышка, 10 метров               | Стейси Пауэлл     | 287.30                | 20                    | Завершила выступление | Завершила выступление | Завершила выступление | Завершила выступление |
| Синхронный трамплин, 3 метра   |                   |                       |                       |                       |                       |                       |                       |
| Алисия Благг Ребекка Гэллантри |                   |                       |                       |                       | 285.60                | 7                     |                       |
| Синхронная вышка, 10 метров    |                   |                       |                       |                       |                       |                       |                       |
| Сара Барроу Тоня Коуч          |                   |                       |                       |                       | 321.72                | 5                     |                       |

### Гандбол
Спортсменов — 14

#### Мужчины
Состав команды
Результаты
Группа A
| Место | Команда        | И | В | Н | П | ГЗ  | ГП  | +/- | Очки |
| ----- | -------------- | - | - | - | - | --- | --- | --- | ---- |
| 1     | Исландия       | 5 | 5 | 0 | 0 | 167 | 132 | +35 | 10   |
| 2     | Франция        | 5 | 4 | 0 | 1 | 159 | 110 | +49 | 8    |
| 3     | Швеция         | 5 | 3 | 0 | 2 | 156 | 115 | +41 | 6    |
| 4     | Тунис          | 5 | 2 | 0 | 3 | 121 | 125 | −4  | 4    |
| 5     | Аргентина      | 5 | 1 | 0 | 4 | 113 | 137 | −25 | 2    |
| 6     | Великобритания | 5 | 0 | 0 | 5 | 96  | 182 | −86 | 0    |

| 29 июля 19:30 (UTC+1) | Отчёт | Франция         | 44:15 (21:7) | Великобритания   | Коппер Бокс Зрителей: 5000 Судьи: Мансур Абдулла, Салех Бамутреф |
| 29 июля 19:30 (UTC+1) | Отчёт | Гийом Жоли — 11 | Голы         | Робин Гарнем — 6 | Коппер Бокс Зрителей: 5000 Судьи: Мансур Абдулла, Салех Бамутреф |

| 31 июля 14:30 (UTC+1) | Отчёт | Великобритания     | 19:41 (10:24) | Швеция             | Коппер Бокс Зрителей: 4382 Судьи: Ненад Николич, Душан Стойкович |
| 31 июля 14:30 (UTC+1) | Отчёт | Стивен Ларссон — 4 | Голы          | Никлас Экберг — 13 | Коппер Бокс Зрителей: 4382 Судьи: Ненад Николич, Душан Стойкович |

| 2 августа 16:15 (UTC+1) | Отчёт | Великобритания     | 21:32 (11:16) | Аргентина             | Коппер Бокс Зрителей: 4581 Судьи: Ялатима Кулибали, Мамоду Диабате |
| 2 августа 16:15 (UTC+1) | Отчёт | Стивен Ларссон — 6 | Голы          | Себастьян Симонет — 6 | Коппер Бокс Зрителей: 4581 Судьи: Ялатима Кулибали, Мамоду Диабате |

| 4 августа 9:30 (UTC+1) | Отчёт | Тунис           | 34:17 (14:8) | Великобритания      | Коппер Бокс Зрителей: 4319 Судьи: Матия Губица, Борис Милошевич |
| 4 августа 9:30 (UTC+1) | Отчёт | Ауме Тоуми — 10 | Голы         | Себастьян Эдгар — 5 | Коппер Бокс Зрителей: 4319 Судьи: Матия Губица, Борис Милошевич |

| 6 августа 16:15 (UTC+1) | Отчёт | Исландия                    | 41:24 (18:15) | Великобритания     | Коппер Бокс Зрителей: 4856 Судьи: Мансур Абдулла, Салех Бамутреф |
| 6 августа 16:15 (UTC+1) | Отчёт | Гудьон Валур Сигурдссон — 8 | Голы          | Стивен Ларссон — 9 | Коппер Бокс Зрителей: 4856 Судьи: Мансур Абдулла, Салех Бамутреф |

Итог: 12-е место

### Гимнастика
Спортсменов —

#### Спортивная гимнастика
Спортсменов — 18
В квалификационном раунде проходил отбор, как в финал командного многоборья, так и в финалы личных дисциплин. В финал индивидуального многоборья отбиралось 24 спортсмена с наивысшими результатами, а в финалы отдельных упражнений по 8 спортсменов, причём в финале личных дисциплин страна не могла быть представлена более, чем 2 спортсменами. В командном многоборье в квалификации на каждом снаряде выступали по 4 спортсмена, а в зачёт шли три лучших результата. В финале командных соревнований на каждом снаряде выступало по три спортсмена и все три результата шли в зачёт.
Мужчины
| Соревнование              | Спортсмены                                                   | Квалификация | Квалификация | Финал   | Финал |
| Соревнование              | Спортсмены                                                   | Баллы        | Место        | Баллы   | Место |
| ------------------------- | ------------------------------------------------------------ | ------------ | ------------ | ------- | ----- |
| Командное многоборье      | Сэм Олдем Дэниел Пёрвис Луис Смит Кристиан Томас Макс Уитлок | 272,420      | 3            | 271,711 | 3     |
| Индивидуальное многоборье |                                                              |              |              |         |       |
| Вольные упражнения        |                                                              |              |              |         |       |
| Конь                      |                                                              |              |              |         |       |
| Кольца                    |                                                              |              |              |         |       |
| Опорный прыжок            |                                                              |              |              |         |       |
| Параллельные брусья       |                                                              |              |              |         |       |
| Перекладина               |                                                              |              |              |         |       |

Женщины
| Соревнование          | Спортсмен | Вольные упражнения | Вольные упражнения | Бревно | Бревно | Брусья | Брусья | Опорный прыжок | Опорный прыжок | Абсолютное первенство | Абсолютное первенство |
| Соревнование          | Спортсмен | Очки               | Место              | Очки   | Место  | Очки   | Место  | Очки           | Место          | Очки                  | Место                 |
| --------------------- | --------- | ------------------ | ------------------ | ------ | ------ | ------ | ------ | -------------- | -------------- | --------------------- | --------------------- |
| абсолютное первенство |           |                    |                    |        |        |        |        |                |                |                       |                       |
|                       |           |                    |                    |        |        |        |        |                |                |                       |                       |
|                       |           |                    |                    |        |        |        |        |                |                |                       |                       |
|                       |           |                    |                    |        |        |        |        |                |                |                       |                       |
|                       |           |                    |                    |        |        |        |        |                |                |                       |                       |
| командное первенство  |           |                    |                    |        |        |        |        |                |                |                       |                       |

#### Художественная гимнастика
Женщины
| Соревнование              | Спортсменки | Квалификация | Квалификация | Финал | Финал |
| Соревнование              | Спортсменки | Очки         | Место        | Очки  | Место |
| ------------------------- | ----------- | ------------ | ------------ | ----- | ----- |
| индивидуальное многоборье |             |              |              |       |       |
| групповое многоборье      |             |              |              |       |       |

#### Прыжки на батуте
Женщины
| Соревнование      | Спортсмены | Квалификация | Квалификация | Финал | Финал |
| Соревнование      | Спортсмены | Очки         | Место        | Очки  | Место |
| ----------------- | ---------- | ------------ | ------------ | ----- | ----- |
| личное первенство |            |              |              |       |       |

### Гребля на байдарках и каноэ
Спортсменов —

#### Гребной слалом
Мужчины
| Соревнование | Спортсмены    | Предварительный этап завершил выступление | Предварительный этап завершил выступление | Предварительный этап завершил выступление | Предварительный этап завершил выступление | Предварительный этап завершил выступление | Предварительный этап завершил выступление | Предварительный этап завершил выступление | Полуфинал | Полуфинал | Полуфинал | Полуфинал | Финал     | Финал     | Финал     | Финал     |
| Соревнование | Спортсмены    | 1 попытка                                 | 1 попытка                                 | 1 попытка                                 | 2 попытка                                 | 2 попытка                                 | 2 попытка                                 | Место                                     | Полуфинал | Полуфинал | Полуфинал | Полуфинал | Финал     | Финал     | Финал     | Финал     |
| Соревнование | Спортсмены    | Время                                     | Штраф                                     | Итог                                      | Время                                     | Штраф                                     | Итог                                      | Место                                     | Время     | Штраф     | Итог      | Место     | Время     | Штраф     | Итог      | Место     |
| ------------ | ------------- | ----------------------------------------- | ----------------------------------------- | ----------------------------------------- | ----------------------------------------- | ----------------------------------------- | ----------------------------------------- | ----------------------------------------- | --------- | --------- | --------- | --------- | --------- | --------- | --------- | --------- |
| Б-1          |               |                                           |                                           |                                           |                                           |                                           |                                           |                                           |           |           |           |           |           |           |           |           |
| К-1          | Дэвид Флоренс | 97,60                                     | 4                                         | 101,60                                    | 93,04                                     | 0                                         | 93,04                                     | 5                                         | 104,16    | 2         | 106,16    | 10        | Не прошёл | Не прошёл | Не прошёл | Не прошёл |
| К-2          |               |                                           |                                           |                                           |                                           |                                           |                                           |                                           |           |           |           |           |           |           |           |           |

Женщины
| Соревнование | Спортсмены | Предварительный этап | Предварительный этап | Предварительный этап | Предварительный этап | Предварительный этап | Предварительный этап | Предварительный этап | Полуфинал | Полуфинал | Полуфинал | Полуфинал | Финал | Финал | Финал | Финал |
| Соревнование | Спортсмены | 1 попытка            | 1 попытка            | 1 попытка            | 2 попытка            | 2 попытка            | 2 попытка            | Место                | Полуфинал | Полуфинал | Полуфинал | Полуфинал | Финал | Финал | Финал | Финал |
| Соревнование | Спортсмены | Время                | Штраф                | Итог                 | Время                | Штраф                | Итог                 | Место                | Время     | Штраф     | Итог      | Место     | Время | Штраф | Итог  | Место |
| ------------ | ---------- | -------------------- | -------------------- | -------------------- | -------------------- | -------------------- | -------------------- | -------------------- | --------- | --------- | --------- | --------- | ----- | ----- | ----- | ----- |
| Б-1          |            |                      |                      |                      |                      |                      |                      |                      |           |           |           |           |       |       |       |       |

### Дзюдо
Соревнования по дзюдо проводились по системе на выбывание. Утешительные встречи проводились между спортсменами, потерпевшими поражение в четвертьфинале турнира. Победители утешительных встреч встречались в схватке за 3-е место со спортсменами, проигравшими в полуфинале в противоположной половине турнирной сетки.
Мужчины
| Соревнование | Спортсмены      | 1/32 финала        | 1/16 финала                    | 1/8 финала                     | Четвертьфинал                   | Полуфинал                 | Финал                | Место |
| Соревнование | Спортсмены      | Соперник Результат | Соперник Результат             | Соперник Результат             | Соперник Результат              | Соперник Результат        | Соперник Результат   | Место |
| ------------ | --------------- | ------------------ | ------------------------------ | ------------------------------ | ------------------------------- | ------------------------- | -------------------- | ----- |
| до 60 кг     | Эшли Маккензи   | Не участвовал      | JPNХ. Хираока П 0000:0111      | Завершил выступление           | Завершил выступление            | Завершил выступление      | Завершил выступление | 17    |
| до 66 кг     | Колин Оутс      | Не участвовал      | AUSИ. Дос Сантос В 0020:0002   | MGLХ. Цагаанбаатар В 0011:0000 | GEOЛ. Шавдатуашвили П 0000:0100 | Утешительный турнир       | Утешительный турнир  | 7     |
| до 66 кг     | Колин Оутс      | Не участвовал      | AUSИ. Дос Сантос В 0020:0002   | MGLХ. Цагаанбаатар В 0011:0000 | GEOЛ. Шавдатуашвили П 0000:0100 | KORЧо Джун Хо П 0002:0021 | Завершил выступление | 7     |
| до 73 кг     | Даниэль Уильямс | Не участвовал      | TJKР. Бокиев П 0000:1001       | Завершил выступление           | Завершил выступление            | Завершил выступление      | Завершил выступление | 16    |
| до 81 кг     | Юэн Бертон      | Не участвовал      | CANА. Валуа-Фортье П 0000:1000 | Завершил выступление           | Завершил выступление            | Завершил выступление      | Завершил выступление | 17    |
| до 90 кг     | Уинстон Гордон  | Не проводится      | CANА. Эмонд В 1000:0000        | RUSК. Денисов П 0000:0010      | Завершил выступление            | Завершил выступление      | Завершил выступление | 9     |
| до 100 кг    | Джеймс Остин    | Не проводится      | JPNТ. Анаи П 0003:0101         | Завершил выступление           | Завершил выступление            | Завершил выступление      | Завершил выступление | 17    |
| свыше 100 кг | Крис Шеррингтон | Не проводится      | AUSДж. Андреварта В 1000:0000  | RUSА. Михайлин П 0001:0011     | Завершил выступление            | Завершил выступление      | Завершил выступление | 9     |

Женщины
| Соревнование | Спортсмены     | 1/16 финала                   | 1/8 финала                 | Четвертьфинал              | Полуфинал                  | Финал                         | Место |
| Соревнование | Спортсмены     | Соперник Результат            | Соперник Результат         | Соперник Результат         | Соперник Результат         | Соперник Результат            | Место |
| ------------ | -------------- | ----------------------------- | -------------------------- | -------------------------- | -------------------------- | ----------------------------- | ----- |
| до 48 кг     | Келли Эдвардс  | Не участвовала                | JPNТ. Фукуми П 0000:0020   | Завершила выступление      | Завершила выступление      | Завершила выступление         | 9     |
| до 52 кг     | Софи Кокс      | PRKАн Гым Э П 0000:0010       | Завершила выступление      | Завершила выступление      | Завершила выступление      | Завершила выступление         | 17    |
| до 57 кг     | Сара Кларк     | FRAО. Павья П 0001:0010       | Завершила выступление      | Завершила выступление      | Завершила выступление      | Завершила выступление         | 16    |
| до 63 кг     | Джемма Хауэлл  | FRAЖ. Эман П 0000:1000        | Завершила выступление      | Завершила выступление      | Завершила выступление      | Завершила выступление         | 17    |
| до 70 кг     | Салли Конвэй   | CHAК. Нгарлемдана В 1110:0002 | NEDЭ. Босх П 0001:0010     | Завершила выступление      | Завершила выступление      | Завершила выступление         | 9     |
| до 78 кг     | Джемма Гиббонс | PORЯ. Рамирес В 1000:0000     | MGLП. Лхамдегд В 0021:0010 | NEDМ. Веркерк В 0100:0000  | FRAО. Чёмео В 1000:0000    | USAК. Харрисон П 0000:0020    | 2     |
| свыше 78 кг  | Карина Брайант | ALGС. Асселах В 1000:0001     | SLOЛ. Полавдер В 0011:0000 | KAZГ. Иссанова В 0102:0011 | JPNМ. Сугимото П 0002:0011 | За 3-е место                  | 3     |
| свыше 78 кг  | Карина Брайант | ALGС. Асселах В 1000:0001     | SLOЛ. Полавдер В 0011:0000 | KAZГ. Иссанова В 0102:0011 | JPNМ. Сугимото П 0002:0011 | UKRИ. Киндзерская В 0020:0011 | 3     |

### Конный спорт

#### Выездка
| Соревнование | Спортсмены | Большой Приз | Большой Приз | Переездка Большого Приза | Переездка Большого Приза | КЮР Большого Приза | КЮР Большого Приза | Всего     | Всего |
| Соревнование | Спортсмены | Результат    | Место        | Результат                | Место                    | Результат          | Место              | Результат | Место |
| ------------ | ---------- | ------------ | ------------ | ------------------------ | ------------------------ | ------------------ | ------------------ | --------- | ----- |
| Индивид.     |            |              |              |                          |                          |                    |                    |           |       |
|              |            |              |              |                          |                          |                    |                    |           |       |
|              |            |              |              |                          |                          |                    |                    |           |       |
|              |            |              |              |                          |                          |                    |                    |           |       |
| Команды      |            |              |              |                          |                          |                    |                    |           |       |
|              |            |              |              |                          |                          |                    |                    |           |       |

#### Троеборье
| Соревнование | Спортсмены | Манежная езда | Манежная езда | Кросс     | Кросс | Конкур    | Конкур | Финальный конкур | Финальный конкур | Всего     | Всего |
| Соревнование | Спортсмены | Результат     | Место         | Результат | Место | Результат | Место  | Результат        | Место            | Результат | Место |
| ------------ | ---------- | ------------- | ------------- | --------- | ----- | --------- | ------ | ---------------- | ---------------- | --------- | ----- |
| Индивид.     |            |               |               |           |       |           |        |                  |                  |           |       |
|              |            |               |               |           |       |           |        |                  |                  |           |       |
|              |            |               |               |           |       |           |        |                  |                  |           |       |
|              |            |               |               |           |       |           |        |                  |                  |           |       |
|              |            |               |               |           |       |           |        |                  |                  |           |       |
| Команды      |            |               |               |           |       |           |        |                  |                  |           |       |
|              |            |               |               |           |       |           |        |                  |                  |           |       |

#### Конкур
В каждом из раундов спортсменам необходимо было пройти дистанцию с разным количеством препятствий и разным лимитом времени. За каждое сбитое препятствие спортсмену начислялось 4 штрафных балла, за превышение лимита времени 1 штрафное очко (за каждые 5 секунд). В финал личного первенства могло пройти только три спортсмена от одной страны. В зачёт командных соревнований шли три лучших результата, показанные спортсменами во время личного первенства.
| Соревнование              | Спортсмены                                   | Квалификация | Квалификация | Квалификация         | Квалификация         | Квалификация         | Квалификация         | Квалификация         | Квалификация         | Финал                | Финал                | Финал                | Финал                | Финал | Перепрыжка | Перепрыжка              | Перепрыжка |
| Соревнование              | Спортсмены                                   | 1 раунд      | 1 раунд      | 2 раунд              | Всего                | Всего                | 3 раунд              | Всего                | Всего                | Финал A              | Финал A              | Финал B              | Всего                | Всего | Перепрыжка | Перепрыжка              | Перепрыжка |
| Соревнование              | Спортсмены                                   | Штраф        | Место        | Штраф                | Штраф                | Место                | Штраф                | Штраф                | Место                | Штраф                | Место                | Штраф                | Штраф                | Место | Штраф      | Время                   | Место      |
| ------------------------- | -------------------------------------------- | ------------ | ------------ | -------------------- | -------------------- | -------------------- | -------------------- | -------------------- | -------------------- | -------------------- | -------------------- | -------------------- | -------------------- | ----- | ---------- | ----------------------- | ---------- |
| Индивидуальное первенство | Скотт Брэш на Hello Sanctos                  | 4            | 42 (Q)       | 4                    | 8                    | 31 (Q)               | 0                    | 8                    | 11 (Q)               | 0                    | 1 (Q)                | 4                    | 4                    | 5     |            |                         |            |
| Индивидуальное первенство | Ник Скелтон на Big Star                      | 0            | 1 (Q)        | 0                    | 0                    | 1 (Q)                | 0                    | 0                    | 1 (Q)                | 0                    | 1 (Q)                | 4                    | 4                    | 5     |            |                         |            |
| Индивидуальное первенство | Бен Маэр на Tripple X                        | 0            | 1 (Q)        | 0                    | 0                    | 1 (Q)                | 4                    | 4                    | 4 (Q)                | 4                    | 11 (Q)               | 4                    | 8                    | 9     |            |                         |            |
| Индивидуальное первенство | Питер Чарльз на Vindicat                     | 10           | 65           | Завершил выступление | Завершил выступление | Завершил выступление | Завершил выступление | Завершил выступление | Завершил выступление | Завершил выступление | Завершил выступление | Завершил выступление | Завершил выступление | 65    |            |                         |            |
| Командное первенство      | Скотт Брэш Ник Скелтон Бен Маэр Питер Чарльз |              |              | 4 0 8                | 4                    | 2 (Q)                | 0 4 5                | 8                    |                      |                      |                      |                      |                      | 1     | 4 0        | 48,01 47,27 48,14 61,27 | 1          |

### Лёгкая атлетика
Мужчины
Беговые виды
| Соревнование                | Спортсмены                                                    | Отборочный раунд | Отборочный раунд | Отборочный раунд | Четвертьфинал | Четвертьфинал | Четвертьфинал | Полуфинал            | Полуфинал            | Полуфинал            | Финал                 | Финал                 |
| Соревнование                | Спортсмены                                                    | Забег            | Результат        | Место            | Забег         | Результат     | Место         | Забег                | Результат            | Место                | Результат             | Место                 |
| --------------------------- | ------------------------------------------------------------- | ---------------- | ---------------- | ---------------- | ------------- | ------------- | ------------- | -------------------- | -------------------- | -------------------- | --------------------- | --------------------- |
| 100 метров                  | Адам Джемили                                                  | Не участвовал    | Не участвовал    | Не участвовал    | 5             | 10,11         | 2             | 3                    | 10,06                | 3                    | Завершил выступление  | Завершил выступление  |
| 100 метров                  | Дуэйн Чемберс                                                 | Не участвовал    | Не участвовал    | Не участвовал    | 7             | 10,02         | 1             | 2                    | 10,05                | 4                    | Завершил выступление  | Завершил выступление  |
| 100 метров                  | Джеймс Дасаолу                                                | Не участвовал    | Не участвовал    | Не участвовал    | 4             | 10,13         | 3             | 1                    | 10,02                | 7                    | Завершил выступление  | Завершил выступление  |
| 200 метров                  | Кристиан Малкольм                                             | 3                | 20,59            | 2                | Не проводится | Не проводится | Не проводится | 3                    | 20,51                | 3                    | Завершил выступление  | Завершил выступление  |
| 200 метров                  | Джеймс Эллингтон                                              | 7                | 21,23            | 6                | Не проводится | Не проводится | Не проводится | Завершил выступление | Завершил выступление | Завершил выступление | Завершил выступление  | Завершил выступление  |
| 400 метров                  | Мартин Руни                                                   | 7                | 45,36            | 2                | Не проводится | Не проводится | Не проводится | 3                    | 45,31                | 5                    | Завершил выступление  | Завершил выступление  |
| 400 метров                  | Найджел Левин                                                 | 5                | 45,58            | 3                | Не проводится | Не проводится | Не проводится | 2                    | 45,64                | 6                    | Завершил выступление  | Завершил выступление  |
| 400 метров                  | Конрад Уильямс                                                | 6                | 46,12            | 3                | Не проводится | Не проводится | Не проводится | 1                    | 45,53                | 8                    | Завершил выступление  | Завершил выступление  |
| 800 метров                  | Эндрю Осаджи                                                  | 2                | 1:46,42          | 3                | Не проводится | Не проводится | Не проводится | 2                    | 1:44,74              | 2                    | 1:43,77               | 8                     |
| 800 метров                  | Майкл Риммер                                                  | 5                | 1:49,05          | 5                | Не проводится | Не проводится | Не проводится | Завершил выступление | Завершил выступление | Завершил выступление | Завершил выступление  | Завершил выступление  |
| 800 метров                  | Гарет Варбертон                                               | 3                | 1:46,97          | 5                | Не проводится | Не проводится | Не проводится | Завершил выступление | Завершил выступление | Завершил выступление | Завершил выступление  | Завершил выступление  |
| 1500 метров                 | Энди Бадделей                                                 | 2                | 3:40,34          | 6                | Не проводится | Не проводится | Не проводится | 2                    | 3:36,03              | 8                    | Завершил выступление  | Завершил выступление  |
| 1500 метров                 | Росс Маррей                                                   | 1                | 3:36,74          | 4                | Не проводится | Не проводится | Не проводится | 1                    | 3:44,92              | 10                   | Завершил выступление  | Завершил выступление  |
| 5000 метров                 | Мохаммед Фарах                                                | 1                | 13:26,00         | 3                | Не проводится | Не проводится | Не проводится | Не проводится        | Не проводится        | Не проводится        | 13:41,66              | 1                     |
| 5000 метров                 | Ник Маккормик                                                 | 2                | 13:25,70         | 12               | Не проводится | Не проводится | Не проводится | Не проводится        | Не проводится        | Не проводится        | Завершил выступление  | Завершил выступление  |
| 10 000 метров               | Мохаммед Фарах                                                | Не проводится    | Не проводится    | Не проводится    | Не проводится | Не проводится | Не проводится | Не проводится        | Не проводится        | Не проводится        | 27:30,42              | 1                     |
| 10 000 метров               | Крис Томпсон                                                  | Не проводится    | Не проводится    | Не проводится    | Не проводится | Не проводится | Не проводится | Не проводится        | Не проводится        | Не проводится        | 29:06,14              | 25                    |
| 110 метров с барьерами      | Лоуренс Кларк                                                 | 2                | 13,42            | 2                | Не проводится | Не проводится | Не проводится | 1                    | 13,31                | 3                    | 13,39                 | 4                     |
| 110 метров с барьерами      | Энди Тёрнер                                                   | 6                | 13,42            | 1                | Не проводится | Не проводится | Не проводится | 2                    | 13,42                | 4                    | Завершил выступление  | Завершил выступление  |
| 110 метров с барьерами      | Эндрю Поцци                                                   | 3                | DNF              | DNF              | Не проводится | Не проводится | Не проводится | Завершил выступление | Завершил выступление | Завершил выступление | Завершил выступление  | Завершил выступление  |
| 400 метров с барьерами      | Дэвид Грин                                                    | 3                | 48,98            | 1                | Не проводится | Не проводится | Не проводится | 1                    | 48,19                | 4                    | 48,24                 | 4                     |
| 400 метров с барьерами      | Риз Уильямс                                                   | 4                | 49,17            | 5                | Не проводится | Не проводится | Не проводится | 3                    | 49,63                | 4                    | Завершил выступление  | Завершил выступление  |
| 400 метров с барьерами      | Джек Грин                                                     | 6                | 49,49            | 2                | Не проводится | Не проводится | Не проводится | 2                    | DNF                  | DNF                  | Завершил выступление  | Завершил выступление  |
| 3000 метров с препятствиями | Стюарт Стоукс                                                 | 3                | 8:43,04          | 12               | Не проводится | Не проводится | Не проводится | Не проводится        | Не проводится        | Не проводится        | Завершил выступление  | Завершил выступление  |
| Эстафета 4×100 метров       | Дуэйн Чемберс Адам Джемили Кристиан Малкольм Даниэль Тэлбот   | 1                | DSQ              | DSQ              | Не проводится | Не проводится | Не проводится | Не проводится        | Не проводится        | Не проводится        | Завершили выступление | Завершили выступление |
| Эстафета 4×400 метров       | Мартин Руни Найджел Левин Джек Грин Дэвид Грин Конрад Уильямс | 1                | 3:00,38          | 2                | Не проводится | Не проводится | Не проводится | Не проводится        | Не проводится        | Не проводится        | 2:59,53               | 4                     |

Шоссейные виды
| Соревнование                       | Спортсмены    | Результат | Место |
| ---------------------------------- | ------------- | --------- | ----- |
| Марафон                            | Ли Меррьен    | 2:17:00   | 30    |
| Марафон                            | Скотт Оверолл | 2:22:37   | 61    |
| Спортивная ходьба на 50 километров | Доминик Кинг  | 4:15:05   | 48    |

Технические виды
| Соревнование    | Спортсмены     | Квалификация | Квалификация | Финал                | Финал                |
| Соревнование    | Спортсмены     | Результат    | Место        | Результат            | Место                |
| --------------- | -------------- | ------------ | ------------ | -------------------- | -------------------- |
| Прыжки в длину  | Грег Разерфорд | 8,08         | 4            | 8,31                 | 1                    |
| Прыжки в длину  | Крис Томлинсон | 8,06         | 5            | 8,07                 | 6                    |
| Тройной прыжок  | Филлипс Айдову | 16,53        | 14           | Завершил выступление | Завершил выступление |
| Прыжки в высоту | Роберт Грабарз | 2,29         | 1            | 2,29                 | 3                    |
| Прыжки с шестом | Стивен Льюис   | 5,50         | 1            | 5,75                 | 5                    |
| Толкание ядра   | Карл Майерскоф | 18,95        | 29           | Завершил выступление | Завершил выступление |
| Метание диска   | Лоуренс Окойе  | 65,28        | 4            | 61,03                | 12                   |
| Метание диска   | Абдул Бухари   | 60,08        | 29           | Завершил выступление | Завершил выступление |
| Метание диска   | Брет Морс      | 58,18        | 35           | Завершил выступление | Завершил выступление |
| Метание копья   | Мелвин Лакуэлл | 74,09        | 35           | Завершил выступление | Завершил выступление |
| Метание молота  | Алекс Смит     | 74,71        | 11           | 72,87                | 12                   |

### Настольный теннис
Соревнования по настольному теннису проходили по системе плей-офф. Каждый матч продолжался до тех пор, пока один из теннисистов не выигрывал 4 партии. Сильнейшие 16 спортсменов начинали соревнования с третьего раунда, следующие 16 по рейтингу стартовали со второго раунда.
Мужчины
| Соревнование     | Спортсмены                                | Квалификация       | Раунд 1               | Раунд 2            | Раунд 3             | Раунд 4              | Четвертьфинал         | Полуфинал             | Финал                 | Место |
| Соревнование     | Спортсмены                                | Соперник Результат | Соперник Результат    | Соперник Результат | Соперник Результат  | Соперник Результат   | Соперник Результат    | Соперник Результат    | Соперник Результат    | Место |
| ---------------- | ----------------------------------------- | ------------------ | --------------------- | ------------------ | ------------------- | -------------------- | --------------------- | --------------------- | --------------------- | ----- |
| Одиночный разряд | Пол Дринкхолл                             | Не участвовал      | KUWИ. Аль-Хасан В 4:0 | SINЯн Цзы В 4:1    | GERД. Овчаров П 0:4 | Завершил выступление | Завершил выступление  | Завершил выступление  | Завершил выступление  | 17    |
| Командный разряд | Эндрю Бэггали Пол Дринкхолл Лиам Питчфорд | Не проводится      | Не проводится         | Не проводится      | Не проводится       | Португалия · П 0:3   | Завершили выступление | Завершили выступление | Завершили выступление | 9     |

Женщины
| Соревнование     | Спортсмены                       | Квалификация       | Раунд 1              | Раунд 2                  | Раунд 3               | Раунд 4               | Четвертьфинал         | Полуфинал             | Финал                 | Место |
| Соревнование     | Спортсмены                       | Соперник Результат | Соперник Результат   | Соперник Результат       | Соперник Результат    | Соперник Результат    | Соперник Результат    | Соперник Результат    | Соперник Результат    | Место |
| ---------------- | -------------------------------- | ------------------ | -------------------- | ------------------------ | --------------------- | --------------------- | --------------------- | --------------------- | --------------------- | ----- |
| Одиночный разряд | Джоанна Паркер                   | Не участвовала     | BRAК. Кумахара В 4:0 | GERК. Зильберайсен П 1:4 | Завершила выступление | Завершила выступление | Завершила выступление | Завершила выступление | Завершила выступление | 33    |
| Командный разряд | На Лю Джоанна Паркер Келли Сибли | Не проводится      | Не проводится        | Не проводится            | Не проводится         | КНДР · П 0:3          | Завершили выступление | Завершили выступление | Завершили выступление | 9     |

### Парусный спорт
Соревнования по парусному спорту в каждом из классов состояли из 10 гонок, за исключением класса 49er, где проводилось 15 заездов. В каждой гонке спортсмены стартовали одновременно. Победителем каждой из гонок становился экипаж, первым пересекший финишную черту. Количество очков, идущих в общий зачёт, соответствовало занятому командой месту. 10 лучших экипажей по результатам 10 гонок попадали в медальную гонку, результаты которой также шли в общий зачёт. В медальной гонке, очки, полученные экипажем удваивались. В случае если участник соревнований не смог завершить гонку ему начислялось количество очков, равное количеству участников плюс один. При итоговом подсчёте очков не учитывался худший результат, показанный экипажем в одной из гонок. Сборная, набравшая наименьшее количество очков, становится олимпийским чемпионом.
Мужчины
| Соревнование | Спортсмены               | Предварительные гонки | Предварительные гонки | Предварительные гонки | Предварительные гонки | Предварительные гонки | Предварительные гонки | Предварительные гонки | Предварительные гонки | Предварительные гонки | Предварительные гонки | Финальная гонка | Финальная гонка | Сумма очков | Итоговое место |
| Соревнование | Спортсмены               | 1                     | 2                     | 3                     | 4                     | 5                     | 6                     | 7                     | 8                     | 9                     | 10                    | Место           | Очки            | Сумма очков | Итоговое место |
| ------------ | ------------------------ | --------------------- | --------------------- | --------------------- | --------------------- | --------------------- | --------------------- | --------------------- | --------------------- | --------------------- | --------------------- | --------------- | --------------- | ----------- | -------------- |
| RS:X         | Ник Демпси               | 5                     | 7                     | 5                     | 1                     | 10                    | 1                     | 2                     | 3                     | 9                     | 2                     | 6               | 10              | 41          | 2              |
| 470          | Стюарт Бителл Люк Пейшнс | 2                     | 1                     | 4                     | 2                     | 3                     | 4                     | 1                     | 6                     | 3                     | 2                     | 4               | 8               | 30          | 2              |
| Лазер        | Пол Гудисон              | 10                    | 23                    | 16                    | 2                     | 4                     | 9                     | 17                    | 12                    | 9                     | 8                     | 3               | 6               | 93          | 7              |
| Звёздный     | Иэн Перси Эндрю Симпсон  | 11                    | 2                     | 3                     | 2                     | 1                     | 2                     | 1                     | 2                     | 4                     | 1                     | 8               | 16              | 34          | 2              |
| Финн         | Бен Эйнсли               | 2                     | 2                     | 6                     | 12                    | 4                     | 3                     | 1                     | 3                     | 6                     | 1                     | 9               | 18              | 46          | 1              |

Женщины
Общие гонки
| Соревнование | Спортсмены               | Предварительные гонки | Предварительные гонки | Предварительные гонки | Предварительные гонки | Предварительные гонки | Предварительные гонки | Предварительные гонки | Предварительные гонки | Предварительные гонки | Предварительные гонки | Финальная гонка | Финальная гонка | Сумма очков | Итоговое место |
| Соревнование | Спортсмены               | 1                     | 2                     | 3                     | 4                     | 5                     | 6                     | 7                     | 8                     | 9                     | 10                    | Место           | Очки            | Сумма очков | Итоговое место |
| ------------ | ------------------------ | --------------------- | --------------------- | --------------------- | --------------------- | --------------------- | --------------------- | --------------------- | --------------------- | --------------------- | --------------------- | --------------- | --------------- | ----------- | -------------- |
| RS:X         | Брайони Шоу              | 7                     | 6                     | 4                     | 9                     | 6                     | 8                     | 7                     | 5                     | 1                     | 5                     | 5               | 10              | 59          | 7              |
| 470          | Саския Кларк Ханна Миллс | 6                     | 1                     | 4                     | 6                     | 1                     | 6                     | 5                     | 2                     | 8                     | 2                     | 9               | 18              | 51          | 2              |
| Лазер Радиал | Элисон Янг               | 7                     | 10                    | 2                     | 2                     | 2                     | 11                    | 6                     | 8                     | BFD                   | 4                     | 4               | 8               | 60          | 5              |

Матчевые гонки
В классе Эллиот соревнованлись 12 экипажей, которые на предварительном раунде в матчевых поединках встречались каждый с каждым. Восемь лучших экипажей выходили в плей-офф, где по олимпийской системе определяли тройку призёров соревнований.
| Соревнование | Спортсмены                             | Групповой раунд | Групповой раунд | Групповой раунд | Групповой раунд | Групповой раунд | Групповой раунд | Групповой раунд | Групповой раунд | Групповой раунд | Групповой раунд | Групповой раунд | Групповой раунд | Групповой раунд | Четвертьфинал      | Полуфинал             | Финал                 | Итоговое место |
| Соревнование | Спортсмены                             | DEN             | ESP             | POR             | AUS             | FIN             | FRA             | NZL             | RUS             | SWE             | NED             | USA             | Очки            | Место           | Соперник Результат | Соперник Результат    | Соперник Результат    | Итоговое место |
| ------------ | -------------------------------------- | --------------- | --------------- | --------------- | --------------- | --------------- | --------------- | --------------- | --------------- | --------------- | --------------- | --------------- | --------------- | --------------- | ------------------ | --------------------- | --------------------- | -------------- |
| Эллиот       | Люси Макгрегор Кейт Макгрегор Энни Лаш | В               | П               | В               | П               | В               | В               | П               | П               | В               | П               | П               | 5               | 7               | Россия · П 2:3     | Завершили выступление | Завершили выступление | 7              |

Открытый класс
| Соревнование | Спортсмены              | Предварительные гонки | Предварительные гонки | Предварительные гонки | Предварительные гонки | Предварительные гонки | Предварительные гонки | Предварительные гонки | Предварительные гонки | Предварительные гонки | Предварительные гонки | Предварительные гонки | Предварительные гонки | Предварительные гонки | Предварительные гонки | Предварительные гонки | Финальная гонка | Финальная гонка | Сумма очков | Итоговое место |
| Соревнование | Спортсмены              | 1                     | 2                     | 3                     | 4                     | 5                     | 6                     | 7                     | 8                     | 9                     | 10                    | 11                    | 12                    | 13                    | 14                    | 15                    | Место           | Очки            | Сумма очков | Итоговое место |
| ------------ | ----------------------- | --------------------- | --------------------- | --------------------- | --------------------- | --------------------- | --------------------- | --------------------- | --------------------- | --------------------- | --------------------- | --------------------- | --------------------- | --------------------- | --------------------- | --------------------- | --------------- | --------------- | ----------- | -------------- |
| 49er         | Стив Моррисон Бен Роудз | 12                    | 12                    | 3                     | 18                    | 4                     | 2                     | 1                     | 1                     | 17                    | 4                     | 20                    | 13                    | 3                     | 17                    | 7                     | 5               | 10              | 124         | 5              |

### Современное пятиборье
Современное пятиборье включает в себя: стрельбу, плавание, фехтование, верховую езду и бег. Впервые в истории соревнования по современному пятиборью проводились в новом формате. Бег и стрельба были объединены в один вид — комбайн. В комбайне спортсмены стартовали с гандикапом, набранным за предыдущие три дисциплины (4 очка = 1 секунда). Олимпийским чемпионом становится спортсмен, который пересекает финишную линию первым.
| Соревнование | Спортсмены       | Фехтование | Фехтование | Фехтование | Плавание | Плавание | Плавание | Верховая езда | Верховая езда | Верховая езда | Комбайн  | Комбайн | Комбайн | Сумма очков | Итоговое место |
| Соревнование | Спортсмены       | Победы     | Очки       | Место      | Время    | Очки     | Место    | Штраф         | Очки          | Место         | Время    | Очки    | Место   | Сумма очков | Итоговое место |
| ------------ | ---------------- | ---------- | ---------- | ---------- | -------- | -------- | -------- | ------------- | ------------- | ------------- | -------- | ------- | ------- | ----------- | -------------- |
| Мужчины      | Николас Вудбридж | 17         | 808        | 13         | 1:57,32  | 1396     | 2        | 44            | 1156          | 11            | 11:01,66 | 2356    | 23      | 5716        | 10             |
| Мужчины      | Сэмюэль Уили     | 17         | 808        | 13         | 2:03,40  | 1320     | 12       | 24            | 1176          | 7             | 11:00,00 | 2360    | 22      | 5664        | 13             |
| Женщины      | Саманта Маррей   | 18         | 832        | 11         | 2:08,20  | 1264     | 2        | 60            | 1140          | 13            | 12:00,59 | 2120    | 10      | 5356        | 2              |
| Женщины      | Мхэйри Спенс     | 19         | 856        | 11         | 2:16,51  | 1164     | 10       | 104           | 1096          | 25            | 12:46,23 | 1936    | 28      | 5052        | 21             |

### Стрельба
По итогам квалификации 6 или 8 лучших спортсменов (в зависимости от дисциплины), набравшие наибольшее количество очков, проходили в финал. Победителем соревнований становился стрелок, набравший наибольшую сумму очков по итогам квалификации и финала. В пулевой стрельбе в финале количество очков за попадание в каждой из попыток измерялось с точностью до десятой.
Мужчины
| Соревнование                          | Спортсмены       | Квалификация | Квалификация | Финал                | Финал                | Итоговое место |
| Соревнование                          | Спортсмены       | Очки         | Место        | Очки                 | Место                | Итоговое место |
| ------------------------------------- | ---------------- | ------------ | ------------ | -------------------- | -------------------- | -------------- |
| Пневматическая винтовка, 10 метров    | Джеймс Хакл      | 593          | 24           | Завершил выступление | Завершил выступление | 24             |
| Винтовка лёжа, 50 метров              | Джонатан Хэммонд | 593          | 17           | Завершил выступление | Завершил выступление | 17             |
| Винтовка лёжа, 50 метров              | Джеймс Хакл      | 591          | 29           | Завершил выступление | Завершил выступление | 29             |
| Винтовка из трёх положений, 50 метров | Джеймс Хакл      | 1162         | 25           | Завершил выступление | Завершил выступление | 25             |
| Винтовка из трёх положений, 50 метров | Джонатан Хэммонд | 1142         | 41           | Завершил выступление | Завершил выступление | 41             |
| Трап                                  | Эдвард Линг      | 118          | 21           | Завершил выступление | Завершил выступление | 21             |
| Дубль-трап                            | Питер Уилсон     | 143          | 1            | 188                  | 1                    | 1              |
| Дубль-трап                            | Ричард Фолдс     | 133          | 12           | Завершил выступление | Завершил выступление | 12             |
| Скит                                  | Ричард Брикелл   | 118          | 12           | Завершил выступление | Завершил выступление | 12             |
| Скит                                  | Рори Уорлоу      | 118          | 16           | Завершил выступление | Завершил выступление | 16             |

Женщины
| Соревнование                          | Спортсмены         | Квалификация | Квалификация | Финал                 | Финал                 | Итоговое место |
| Соревнование                          | Спортсмены         | Очки         | Место        | Очки                  | Место                 | Итоговое место |
| ------------------------------------- | ------------------ | ------------ | ------------ | --------------------- | --------------------- | -------------- |
| Пневматическая винтовка, 10 метров    | Дженнифер Макинтош | 392          | 36           | Завершила выступление | Завершила выступление | 36             |
| Винтовка из трёх положений, 50 метров | Дженнифер Макинтош | 570          | 42           | Завершила выступление | Завершила выступление | 42             |
| Пневматический пистолет, 10 метров    | Джорджина Джейки   | 359          | 47           | Завершила выступление | Завершила выступление | 47             |
| Пистолет, 25 метров                   | Джорджина Джейки   | 562          | 37           | Завершила выступление | Завершила выступление | 37             |
| Трап                                  | Шарлотта Кервуд    | 64           | 16           | Завершила выступление | Завершила выступление | 16             |
| Скит                                  | Елена Аллен        | 60           | 14           | Завершила выступление | Завершила выступление | 14             |

### Стрельба из лука
Мужчины
| Соревнование              | Спортсмены                            | Квалификация | Квалификация | 1/32 финала            | 1/16 финала                 | 1/8 финала               | Четвертьфинал         | Полуфинал             | Финал                 | Место |
| Соревнование              | Спортсмены                            | Очки         | Место        | Соперник Результат     | Соперник Результат          | Соперник Результат       | Соперник Результат    | Соперник Результат    | Соперник Результат    | Место |
| ------------------------- | ------------------------------------- | ------------ | ------------ | ---------------------- | --------------------------- | ------------------------ | --------------------- | --------------------- | --------------------- | ----- |
| Индивидуальное первенство | Лоренс Годфри                         | 680          | 4            | BANМ. Милон (61) В 6:0 | MEXХ. Р. Серрано (29) В 7:1 | MASХ. Мохамад (20) П 5:6 | Завершил выступление  | Завершил выступление  | Завершил выступление  | 9     |
| Индивидуальное первенство | Саймон Терри                          | 654          | 50           | JPNЮ Исидзу (15) В 7:1 | MDAД. Олару (47) П 1:7      | Завершил выступление     | Завершил выступление  | Завершил выступление  | Завершил выступление  | 17    |
| Индивидуальное первенство | Алан Уиллс                            | 660          | 42           | AUSТ. Ворт (23) П 5:6  | Завершил выступление        | Завершил выступление     | Завершил выступление  | Завершил выступление  | Завершил выступление  | 33    |
| Командное первенство      | Лоренс Годфри Саймон Терри Алан Уиллс | 1994         | 8            | Не проводится          | Не проводится               | Украина (9) · П 212:223  | Завершили выступление | Завершили выступление | Завершили выступление | 9     |

Женщины
| Соревнование              | Спортсмены                                | Квалификация | Квалификация | 1/32 финала                   | 1/16 финала                   | 1/8 финала             | Четвертьфинал         | Полуфинал             | Финал                 | Место |
| Соревнование              | Спортсмены                                | Очки         | Место        | Соперник Результат            | Соперник Результат            | Соперник Результат     | Соперник Результат    | Соперник Результат    | Соперник Результат    | Место |
| ------------------------- | ----------------------------------------- | ------------ | ------------ | ----------------------------- | ----------------------------- | ---------------------- | --------------------- | --------------------- | --------------------- | ----- |
| Индивидуальное первенство | Наоми Фолкард                             | 637          | 42           | RUSК. Тимофеева (23) В 6:4    | MEXМ. Авития (10) П 2:6       | Завершила выступление  | Завершила выступление | Завершила выступление | Завершила выступление | 17    |
| Индивидуальное первенство | Эми Оливер                                | 608          | 57           | INDД. Кумари (8) В 6:2        | INAИ. Ю. Рочмавати (40) П 1:7 | Завершила выступление  | Завершила выступление | Завершила выступление | Завершила выступление | 17    |
| Индивидуальное первенство | Элисон Уильямсон                          | 629          | 47           | MGLУ. Бишиндээгийн (18) П 3:7 | Завершила выступление         | Завершила выступление  | Завершила выступление | Завершила выступление | Завершила выступление | 33    |
| Командное первенство      | Наоми Фолкард Эми Оливер Элисон Уильямсон | 1874         | 11           | Не проводится                 | Не проводится                 | Россия (6) · П 208:215 | Завершили выступление | Завершили выступление | Завершили выступление | 9     |

### Теннис
Мужчины
| Соревнование     | Спортсмены                 | 1/32 финала               | 1/16 финала                                  | 1/8 финала                     | Четвертьфинал             | Полуфинал                     | Финал                             | Место |
| Соревнование     | Спортсмены                 | Соперник Результат        | Соперник Результат                           | Соперник Результат             | Соперник Результат        | Соперник Результат            | Соперник Результат                | Место |
| ---------------- | -------------------------- | ------------------------- | -------------------------------------------- | ------------------------------ | ------------------------- | ----------------------------- | --------------------------------- | ----- |
| Одиночный разряд | Энди Маррей (3)            | SUIС. Вавринка В 6:3, 6:3 | FINЯ. Ниеминен В 6:2, 6:4                    | CYPМ. Багдатис В 4:6, 6:1, 6:4 | ESPН. Альмагро В 6:4, 6:1 | SRBН. Джокович (2) В 7:5, 7:5 | SUIР. Федерер (1) В 6:2, 6:1, 6:4 | 1     |
| Парный разряд    | Энди Маррей Джейми Маррей  | Не проводится             | AUTЮ. Мельцер / А. Пейя П 7:5, 6:7(6:8), 5:7 | Завершили выступление          | Завершили выступление     | Завершили выступление         | Завершили выступление             | 17    |
| Парный разряд    | Росс Хатчинс Колин Флеминг | Не проводится             | FRAЖ. Беннето / Р. Гаске П 5:7, 3:6          | Завершили выступление          | Завершили выступление     | Завершили выступление         | Завершили выступление             | 17    |

Женщины
| Соревнование     | Спортсмены                  | 1/32 финала                        | 1/16 финала                                   | 1/8 финала            | Четвертьфинал         | Полуфинал             | Финал                 | Место |
| Соревнование     | Спортсмены                  | Соперник Результат                 | Соперник Результат                            | Соперник Результат    | Соперник Результат    | Соперник Результат    | Соперник Результат    | Место |
| ---------------- | --------------------------- | ---------------------------------- | --------------------------------------------- | --------------------- | --------------------- | --------------------- | --------------------- | ----- |
| Одиночный разряд | Елена Балтача               | HUNА. Савай В 6:3, 6:3             | SRBА. Иванович (11) П 4:6, 6:7(5:7)           | Завершила выступление | Завершила выступление | Завершила выступление | Завершила выступление | 17    |
| Одиночный разряд | Хезер Уотсон                | ESPС. Солер-Эспиноса В 6:2, 6:2    | RUSМ. Кириленко (14) П 3:6, 2:6               | Завершила выступление | Завершила выступление | Завершила выступление | Завершила выступление | 17    |
| Одиночный разряд | Лора Робсон                 | CZEЛ. Шафаржова В 7:6(7:4), 6:4    | RUSМ. Шарапова (3) П 6:7(5:7), 3:6            | Завершила выступление | Завершила выступление | Завершила выступление | Завершила выступление | 17    |
| Одиночный разряд | Энн Кеотавонг               | DENК. Возняцки (8) П 6:4, 3:6, 2:6 | Завершила выступление                         | Завершила выступление | Завершила выступление | Завершила выступление | Завершила выступление | 33    |
| Парный разряд    | Елена Балтача Энн Кеотавонг | Не проводится                      | GERЮ. Гёргес / А.-Л. Грёнефельд П 3:6, 1:6    | Завершили выступление | Завершили выступление | Завершили выступление | Завершили выступление | 17    |
| Парный разряд    | Лора Робсон Хезер Уотсон    | Не проводится                      | GERА. Кербер / С. Лисицки (5) П 6:1, 4:6, 3:6 | Завершили выступление | Завершили выступление | Завершили выступление | Завершили выступление | 17    |

Микст
| Соревнование     | Спортсмены              | 1/8 финала                                            | Четвертьфинал                               | Полуфинал                                      | Финал                                             | Место |
| Соревнование     | Спортсмены              | Соперник Результат                                    | Соперник Результат                          | Соперник Результат                             | Соперник Результат                                | Место |
| ---------------- | ----------------------- | ----------------------------------------------------- | ------------------------------------------- | ---------------------------------------------- | ------------------------------------------------- | ----- |
| Смешанный разряд | Лора Робсон Энди Маррей | CZEЛ. Градецкая / Р. Штепанек В 7:5, 6:7(7:9), [10:7] | AUSЛ. Хьюитт / С. Стосур В 6:3, 3:6, [10:8] | GERС. Лисицки / К. Кас В 6:1, 6:7(7:9), [10:7] | BLRВ. Азаренко / М. Мирный (1) П 6:2, 3:6, [8:10] | 2     |

### Тхэквондо
Мужчины
| Соревнование | Спортсмены      | 1/8 финала           | Четвертьфинал      | Полуфинал            | Утешительный раунд  | Утешительный раунд | Финал                | Место |
| Соревнование | Спортсмены      | 1/8 финала           | Четвертьфинал      | Полуфинал            | Первый раунд        | Бой за 3-е место   | Финал                | Место |
| Соревнование | Спортсмены      | Соперник Результат   | Соперник Результат | Соперник Результат   | Соперник Результат  | Соперник Результат | Соперник Результат   | Место |
| ------------ | --------------- | -------------------- | ------------------ | -------------------- | ------------------- | ------------------ | -------------------- | ----- |
| до 68 кг     | Мартин Стампер  | MEXЭ. Осорнио В 5:2  | SRBД. Фейзич В 8:3 | TURС. Тазегюль П 6:9 | Не участвовал       | AFGР. Никпай П 3:5 | Завершил выступление | 5     |
| до 80 кг     | Лутало Мухаммад | TJKФ. Негматов В 7:1 | ESPН. Гарсия П 3:7 | Не участвовал        | IRIЮ. Карами В 11:7 | ARMА. Еремян В 9:3 | Завершил выступление | 3     |

Женщины
| Соревнование | Спортсмены     | 1/8 финала            | Четвертьфинал         | Полуфинал             | Утешительный раунд    | Утешительный раунд    | Финал                 | Место |
| Соревнование | Спортсмены     | 1/8 финала            | Четвертьфинал         | Полуфинал             | Первый раунд          | Бой за 3-е место      | Финал                 | Место |
| Соревнование | Спортсмены     | Соперник Результат    | Соперник Результат    | Соперник Результат    | Соперник Результат    | Соперник Результат    | Соперник Результат    | Место |
| ------------ | -------------- | --------------------- | --------------------- | --------------------- | --------------------- | --------------------- | --------------------- | ----- |
| до 57 кг     | Джейд Джонс    | SRBД. Гладович В 15:1 | JPNМ. Хамада В 13:3   | TPEЦзэн Личэн В 10:6  | Не участвовала        | Не участвовала        | CHNХоу Юйчжо В 6:4    | 1     |
| до 67 кг     | Сара Стивенсон | USAП. Макферсон П 1:5 | Завершила выступление | Завершила выступление | Завершила выступление | Завершила выступление | Завершила выступление | 11    |

### Тяжёлая атлетика
Мужчины
| Соревнование | Спортсмены      | Рывок     | Рывок | Толчок    | Толчок | Всего | Место |
| Соревнование | Спортсмены      | Результат | Место | Результат | Место  | Всего | Место |
| ------------ | --------------- | --------- | ----- | --------- | ------ | ----- | ----- |
| до 69 кг     | Гарет Эванс     | 130       | 17    | 158       | 17     | 288   | 17    |
| до 77 кг     | Джек Оливер     | 140       | 11    | 170       | 10     | 310   | 10    |
| до 94 кг     | Питер Киркбрайд | 138       | 20    | 190       | 15     | 328   | 16    |

Женщины
| Соревнование | Спортсмены   | Рывок     | Рывок | Толчок    | Толчок | Всего | Место |
| Соревнование | Спортсмены   | Результат | Место | Результат | Место  | Всего | Место |
| ------------ | ------------ | --------- | ----- | --------- | ------ | ----- | ----- |
| до 58 кг     | Зои Смит     | 90        | 15    | 121       | 11     | 211   | 12    |
| до 69 кг     | Наташа Пердю | 92        | 13    | 113       | 12     | 205   | 12    |

### Фехтование
Мужчины
| Соревнование     | Спортсмены                                                    | 1/32 финала          | 1/16 финала             | 1/8 финала           | Четвертьфинал        | Полуфинал            | Финал                | Место |
| Соревнование     | Спортсмены                                                    | Соперник Результат   | Соперник Результат      | Соперник Результат   | Соперник Результат   | Соперник Результат   | Соперник Результат   | Место |
| ---------------- | ------------------------------------------------------------- | -------------------- | ----------------------- | -------------------- | -------------------- | -------------------- | -------------------- | ----- |
| Рапира           | Ричард Крус                                                   | Не участвовал        | RUSА. Ахматхузин П 5:15 | Завершил выступление | Завершил выступление | Завершил выступление | Завершил выступление | 17    |
| Рапира           | Джеймс-Эндрю Дэвис                                            | Не участвовал        | GERП. Йоппих П 10:15    | Завершил выступление | Завершил выступление | Завершил выступление | Завершил выступление | 23    |
| Рапира           | Хусейн Росовски                                               | MARМ. Саманди П 8:15 | Завершил выступление    | Завершил выступление | Завершил выступление | Завершил выступление | Завершил выступление | 34    |
| Командная рапира | Джеймс-Эндрю Дэвис Ричард Крус Хусейн Росовски Лоренс Холстед | Не проводится        | Не проводится           | Египет · В 45:33     | Италия · П 40:45     | Турнир за 5-8 места  | Турнир за 5-8 места  | 6     |
| Командная рапира | Джеймс-Эндрю Дэвис Ричард Крус Хусейн Росовски Лоренс Холстед | Не проводится        | Не проводится           | Египет · В 45:33     | Италия · П 40:45     | Франция · В 45:29    | Россия · П 35:45     | 6     |
| Сабля            | Джеймс Ханиборн                                               | BLRВ. Приёмка П 9:15 | Завершил выступление    | Завершил выступление | Завершил выступление | Завершил выступление | Завершил выступление | 36    |

Женщины
| Соревнование     | Спортсмены                                                | 1/32 финала           | 1/16 финала           | 1/8 финала            | Четвертьфинал         | Полуфинал             | Финал                 | Место |
| Соревнование     | Спортсмены                                                | Соперник Результат    | Соперник Результат    | Соперник Результат    | Соперник Результат    | Соперник Результат    | Соперник Результат    | Место |
| ---------------- | --------------------------------------------------------- | --------------------- | --------------------- | --------------------- | --------------------- | --------------------- | --------------------- | ----- |
| Шпага            | Коринна Лоренс                                            | CHIК. Браво В 15:12   | ROUС. Герман П 9:15   | Завершила выступление | Завершила выступление | Завершила выступление | Завершила выступление | 28    |
| Рапира           | Наталия Шеппард                                           | GBRС. Тройяно В 12:9  | FRAК. Метрежан П 5:15 | Завершила выступление | Завершила выступление | Завершила выступление | Завершила выступление | 27    |
| Рапира           | Софи Тройяно                                              | GBRН. Шеппард П 9:12  | Завершила выступление | Завершила выступление | Завершила выступление | Завершила выступление | Завершила выступление | 37    |
| Рапира           | Анна Бентли                                               | CANМ. Петерсон П 9:10 | Завершила выступление | Завершила выступление | Завершила выступление | Завершила выступление | Завершила выступление | 38    |
| Командная рапира | Софи Тройяно Анна Бентли Наталия Шеппард Мартина Эмануэль | Не проводится         | Не проводится         | Египет · В 45:34      | Италия · П 14:42      | Турнир за 5-8 места   | Турнир за 5-8 места   | 8     |
| Командная рапира | Софи Тройяно Анна Бентли Наталия Шеппард Мартина Эмануэль | Не проводится         | Не проводится         | Египет · В 45:34      | Италия · П 14:42      | Польша · П 20:43      | Япония · П 21:30      | 8     |
| Сабля            | Софи Уильямс                                              | Не проводится         | ITAИ. Векки П 6:15    | Завершила выступление | Завершила выступление | Завершила выступление | Завершила выступление | 27    |
| Сабля            | Луиза Бонд-Уильямс                                        | Не проводится         | GREВ. Вуюка П 8:15    | Завершила выступление | Завершила выступление | Завершила выступление | Завершила выступление | 29    |

### Футбол

#### Мужчины
Состав
Главный тренер — Стюарт Пирс.
| Номер | Позиция | Имя             | Дата рождения | Клуб                 | И | Г  | ЖК | КК |
| ----- | ------- | --------------- | ------------- | -------------------- | - | -- | -- | -- |
| 1     | В       | Джек Батленд    | 10.03.1993    | Бирмингем Сити       | 4 | -3 | 0  | 0  |
| 2     | З       | Нил Тейлор      | 07.02.1989    | Суонси Сити          | 4 | 0  | 1  | 0  |
| 3     | З       | Райан Бертранд  | 05.08.1989    | Челси                | 3 | 0  | 0  | 0  |
| 4     | З       | Дэнни Роуз      | 02.07.1990    | Тоттенхэм Хотспур    | 3 | 0  | 0  | 0  |
| 5     | З       | Стивен Кокер    | 29.12.1991    | Тоттенхэм Хотспур    | 4 | 0  | 0  | 0  |
| 6     | З       | Крейг Доусон    | 06.05.1990    | Вест Бромвич Альбион | 2 | 0  | 0  | 0  |
| 7     | ПЗ      | Том Клеверли    | 12.08.1989    | Манчестер Юнайтед    | 4 | 0  | 0  | 0  |
| 8     | ПЗ      | Джо Аллен       | 14.03.1990    | Суонси Сити          | 4 | 0  | 1  | 0  |
| 9     | Н       | Дэниел Старридж | 01.09.1989    | Челси                | 4 | 2  | 1  | 0  |
| 10    | Н       | Крейг Беллами   | 13.07.1979    | Ливерпуль            | 4 | 1  | 1  | 0  |
| 11    | ПЗ      | Райан Гиггз (К) | 29.11.1973    | Манчестер Юнайтед    | 3 | 1  | 0  | 0  |
| 12    | З       | Джеймс Томкинс  | 29.03.1989    | Вест Хэм Юнайтед     | 1 | 0  | 0  | 0  |
| 13    | ПЗ      | Джек Корк       | 25.06.1989    | Саутгемптон          | 3 | 0  | 0  | 0  |
| 14    | З       | Майка Ричардс   | 24.06.1988    | Манчестер Сити       | 4 | 0  | 0  | 0  |
| 15    | ПЗ      | Аарон Рэмзи     | 26.09.1990    | Арсенал Лондон       | 4 | 1  | 1  | 0  |
| 16    | ПЗ      | Скотт Синклер   | 25.03.1989    | Суонси Сити          | 3 | 1  | 0  | 0  |
| 17    | Н       | Марвин Сорделл  | 17.02.1991    | Болтон Уондерерс     | 2 | 0  | 0  | 0  |
| 18    | В       | Джейсон Стил    | 18.08.1990    | Мидлсбро             | 0 | 0  | 0  | 0  |

По данным: FIFA.com Архивная копия от 10 сентября 2015 на Wayback Machine
Предварительный раунд
|  | Команды, выходящие в четвертьфинал |

Группа A
| М | Сборная        | И | В | Н | П | ГЗ | ГП | РГ | О |
| - | -------------- | - | - | - | - | -- | -- | -- | - |
| 1 | Великобритания | 3 | 2 | 1 | 0 | 5  | 2  | +3 | 7 |
| 2 | Сенегал        | 3 | 1 | 2 | 0 | 4  | 2  | +2 | 5 |
| 3 | Уругвай        | 3 | 1 | 0 | 2 | 2  | 4  | −2 | 3 |
| 4 | ОАЭ            | 3 | 0 | 1 | 2 | 3  | 6  | −3 | 1 |

| Великобритания | 1:1   | Сенегал    |
| -------------- | ----- | ---------- |
| Беллами 20′    | отчёт | Конате 82′ |

| Великобритания                         | 3:1   | ОАЭ      |
| -------------------------------------- | ----- | -------- |
| Гиггз 16′ · Синклер 73′ · Старридж 76′ | отчёт | Эйса 60′ |

| Великобритания | 1:0   | Уругвай |
| -------------- | ----- | ------- |
| Старридж 45+1′ | отчёт |         |

Четвертьфинал
| Великобритания                               | 1:1 (П) | Республика Корея                                                 |
| -------------------------------------------- | ------- | ---------------------------------------------------------------- |
| Рэмзи 36′ (пен.)                             | отчёт   | Чи Дон Вон 29′                                                   |
| Пенальти                                     |         |                                                                  |
| Рэмзи · Клеверли · Доусон · Гиггз · Старридж | 4:5     | Ку Джа Чхоль · Пэк Сон Дон · Хван Сок Хо · Пак Чон У · Ки Сон Ён |

#### Женщины
Состав
Главный тренер — Хоуп Пауэлл.
| Номер | Позиция | Имя              | Дата рождения | Клуб           | И | Г  | ЖК | КК |
| ----- | ------- | ---------------- | ------------- | -------------- | - | -- | -- | -- |
| 1     | В       | Карен Бардсли    | 14.10.1984    | Линчёпинг      | 4 | -2 | 0  | 0  |
| 2     | З       | Алекс Скотт      | 14.10.1984    | Арсенал        | 4 | 0  | 0  | 0  |
| 3     | З       | Стефани Хьютон   | 23.04.1988    | Арсенал        | 4 | 3  | 0  | 0  |
| 4     | ПЗ      | Джилл Скотт      | 02.02.1987    | Эвертон        | 4 | 1  | 0  | 0  |
| 5     | З       | Софи Брэдли      | 20.10.1989    | Линкольн Ледис | 3 | 0  | 0  | 0  |
| 6     | З       | Кэйси Стоуни (К) | 13.05.1982    | Линкольн Ледис | 4 | 1  | 0  | 0  |
| 7     | Н       | Карен Карни      | 01.08.1987    | Бирмингем Сити | 4 | 0  | 0  | 0  |
| 8     | ПЗ      | Фара Уильямс     | 25.01.1984    | Эвертон        | 4 | 0  | 0  | 0  |
| 9     | Н       | Эллен Уайт       | 09.05.1989    | Арсенал        | 3 | 0  | 0  | 0  |
| 10    | Н       | Келли Смит       | 29.10.1978    | Арсенал        | 3 | 0  | 0  | 0  |
| 11    | ПЗ      | Рэйчел Янки      | 01.11.1979    | Арсенал        | 4 | 0  | 0  | 0  |
| 12    | Н       | Ким Литтл        | 29.06.1990    | Арсенал        | 4 | 0  | 0  | 0  |
| 13    | З       | Ифеома Дике      | 25.02.1981    | Виттше         | 2 | 0  | 0  | 0  |
| 14    | ПЗ      | Анита Асанте     | 27.05.1985    | Гётеборг       | 4 | 0  | 1  | 0  |
| 15    | Н       | Эниола Алуко     | 21.02.1987    | Бирмингем Сити | 4 | 0  | 0  | 0  |
| 16    | З       | Клэр Рафферти    | 11.01.1989    | Челси          | 0 | 0  | 0  | 0  |
| 17    | Н       | Рэйчел Уильямс   | 10.01.1988    | Бирмингем Сити | 1 | 0  | 0  | 0  |
| 18    | В       | Рэйчел Браун     | 02.07.1980    | Эвертон        | 0 | 0  | 0  | 0  |
| 19    | З       | Дуния Суси       | 10.08.1987    | Челси          | 0 | 0  | 0  | 0  |

По данным: FIFA.com Архивная копия от 28 сентября 2015 на Wayback Machine
Предварительный раунд
|  | Команды, выходящие в четвертьфинал |

Группа E
| М | Сборная        | И | В | Н | П | ГЗ | ГП | РГ  | О |
| - | -------------- | - | - | - | - | -- | -- | --- | - |
| 1 | Великобритания | 3 | 3 | 0 | 0 | 6  | 1  | +5  | 9 |
| 2 | Бразилия       | 3 | 2 | 0 | 1 | 6  | 1  | +5  | 6 |
| 3 | Новая Зеландия | 3 | 1 | 0 | 2 | 3  | 3  | 0   | 3 |
| 4 | Камерун        | 3 | 0 | 0 | 3 | 1  | 11 | −10 | 0 |

| Великобритания | 1:0   | Новая Зеландия |
| -------------- | ----- | -------------- |
| Хьютон 64′     | отчёт |                |

| Великобритания                          | 3:0   | Камерун |
| --------------------------------------- | ----- | ------- |
| Стоуни 18′ · Дж. Скотт 23′ · Хьютон 82′ | отчёт |         |

| Великобритания | 1:0   | Бразилия |
| -------------- | ----- | -------- |
| Хьютон 2′      | отчёт |          |

Четвертьфинал
| Великобритания | 0:2   | Канада                    |
| -------------- | ----- | ------------------------- |
|                | отчёт | Филиньо 12′ · Синклер 26′ |

### Хоккей на траве

#### Мужчины
Состав
Главный тренер — Джейсон Ли.
| \| 1. Гленн Киркхэм 2. Эшли Джексон 3. Гарри Мартин 4. Мэттью Дэйл 5. Джонти Кларк 6. Роберт Мур 7. Бен Хьюз 8. Алистер Уилсон \| 1. Барри Миддлтон (капитан) 2. Джеймс Тиндалл 3. Иэн Маккэй 4. Иэн Льюирс 5. Джеймс Фэйр (вратарь) 6. Николас Кэтлин 7. Даниэль Фокс 8. Ричард Смит \| | |
| 1. Гленн Киркхэм 2. Эшли Джексон 3. Гарри Мартин 4. Мэттью Дэйл 5. Джонти Кларк 6. Роберт Мур 7. Бен Хьюз 8. Алистер Уилсон | 1. Барри Миддлтон (капитан) 2. Джеймс Тиндалл 3. Иэн Маккэй 4. Иэн Льюирс 5. Джеймс Фэйр (вратарь) 6. Николас Кэтлин 7. Даниэль Фокс 8. Ричард Смит |

По данным: FIH.ch
Предварительный раунд
|  | Команды, выходящие в полуфинал |

Группа A
| М | Сборная        | И | В | Н | П | ГЗ | ГП | РГ  | О  |
| - | -------------- | - | - | - | - | -- | -- | --- | -- |
| 1 | Австралия      | 5 | 3 | 2 | 0 | 23 | 5  | +18 | 11 |
| 2 | Великобритания | 5 | 2 | 2 | 0 | 14 | 8  | +6  | 9  |
| 3 | Испания        | 5 | 2 | 2 | 1 | 8  | 10 | −2  | 8  |
| 4 | Пакистан       | 5 | 2 | 1 | 2 | 9  | 16 | −7  | 7  |
| 5 | Аргентина      | 5 | 1 | 1 | 3 | 10 | 14 | −4  | 4  |
| 6 | ЮАР            | 5 | 0 | 1 | 4 | 11 | 22 | −11 | 1  |

Время местное (UTC+1).
| 30 июля 2012 19:00 | Великобритания | 4 : 1 (1:0) | Аргентина | Ривербанк Арена, Лондон |

| Отчёт                                                        | Отчёт | Отчёт            | Отчёт | Отчёт                             |
| ------------------------------------------------------------ | ----- | ---------------- | ----- | --------------------------------- |
|                                                              |       |                  |       |                                   |
|                                                              |       |                  |       | Судьи: Рагху Прасад Кристиан Блаш |
|                                                              |       |                  |       |                                   |
| Бирри Миддлтон 22', 42' · Даниэль Фокс 49' · Ричард Смит 53' |       | Педро Ибарра 55' |       |                                   |
|                                                              |       |                  |       |                                   |
|                                                              |       |                  |       |                                   |
|                                                              |       |                  |       |                                   |
|                                                              |       |                  |       |                                   |
|                                                              |       |                  |       |                                   |

| 1 августа 2012 19:00 | ЮАР | 2 : 2 (0:1) | Великобритания | Ривербанк Арена, Лондон |

| Отчёт                                  | Отчёт | Отчёт                 | Отчёт | Отчёт                             |
| -------------------------------------- | ----- | --------------------- | ----- | --------------------------------- |
|                                        |       |                       |       |                                   |
|                                        |       |                       |       | Судьи: Роэль ван Эрт Найджел Игго |
|                                        |       |                       |       |                                   |
| Остин Смит 60' · Джонатан Робинсон 64' |       | Эшли Джексон 14', 68' |       |                                   |
|                                        |       |                       |       |                                   |
|                                        |       |                       |       |                                   |
|                                        |       |                       |       |                                   |
|                                        |       |                       |       |                                   |
|                                        |       |                       |       |                                   |

| 3 августа 2012 16:00 | Великобритания | 4 : 1 (2:0) | Пакистан | Ривербанк Арена, Лондон |

| Отчёт                                                        | Отчёт | Отчёт             | Отчёт | Отчёт                                 |
| ------------------------------------------------------------ | ----- | ----------------- | ----- | ------------------------------------- |
|                                                              |       |                   |       |                                       |
|                                                              |       |                   |       | Судьи: Саймон Тейлор Марсело Серветто |
|                                                              |       |                   |       |                                       |
| Джеймс Тиндалл 4' · Джонти Кларк 35' · Эшли Джексон 50', 67' |       | Сохайль Аббас 70' |       |                                       |
|                                                              |       |                   |       |                                       |
|                                                              |       |                   |       |                                       |
|                                                              |       |                   |       |                                       |
|                                                              |       |                   |       |                                       |
|                                                              |       |                   |       |                                       |

| 5 августа 2012 19:00 | Великобритания | 3 : 3 (0:2) | Австралия | Ривербанк Арена, Лондон |

| Отчёт                                                      | Отчёт | Отчёт                                 | Отчёт | Отчёт                          |
| ---------------------------------------------------------- | ----- | ------------------------------------- | ----- | ------------------------------ |
|                                                            |       |                                       |       |                                |
|                                                            |       |                                       |       | Судьи: Кристиан Блаш Джон Райт |
|                                                            |       |                                       |       |                                |
| Джонти Кларк 47' · Бирри Миддлтон 53' · Джеймс Тиндалл 66' |       | Расселл Форд 7', 11' · Марк Ноулз 41' |       |                                |
|                                                            |       |                                       |       |                                |
|                                                            |       |                                       |       |                                |
|                                                            |       |                                       |       |                                |
|                                                            |       |                                       |       |                                |
|                                                            |       |                                       |       |                                |

| 7 августа 2012 19:00 | Испания | 1 : 1 (0:1) | Великобритания | Ривербанк Арена, Лондон |

| Отчёт          | Отчёт | Отчёт            | Отчёт | Отчёт                          |
| -------------- | ----- | ---------------- | ----- | ------------------------------ |
|                |       |                  |       |                                |
|                |       |                  |       | Судьи: Саймон Тейлор Джон Райт |
|                |       |                  |       |                                |
| Пау Кедама 55' |       | Эшли Джексон 33' |       |                                |
|                |       |                  |       |                                |
|                |       |                  |       |                                |
|                |       |                  |       |                                |
|                |       |                  |       |                                |
|                |       |                  |       |                                |

Полуфинал
Время местное (UTC+1).
| 9 августа 2012 20:00 | Нидерланды | 9 : 2 (4:1) | Великобритания | Ривербанк Арена, Лондон |

| Отчёт | Отчёт | Отчёт                             | Отчёт | Отчёт                              |
| --- | ----- | --------------------------------- | ----- | ---------------------------------- |
| |       |                                   |       |                                    |
| |       |                                   |       | Судьи: Кристиан Блаш Дэвид Джентлз |
| |       |                                   |       |                                    |
| Родерик Вёстхоф 9', 15', 60' · Минк ван дер Верден 22' · Билли Баккер 33', 44', 51' · Тён де Нойер 47' · Флорес Эверс 48' |       | Эшли Джексон 18' · Роберт Мур 65' |       |                                    |
| |       |                                   |       |                                    |
| |       |                                   |       |                                    |
| |       |                                   |       |                                    |
| |       |                                   |       |                                    |
| |       |                                   |       |                                    |

Матч за 3-е место
Время местное (UTC+1).
| 11 августа 2012 15:30 | Австралия | 3 : 1 (1:1) | Великобритания | Ривербанк Арена, Лондон |

| Отчёт                                                    | Отчёт | Отчёт          | Отчёт | Отчёт                              |
| -------------------------------------------------------- | ----- | -------------- | ----- | ---------------------------------- |
|                                                          |       |                |       |                                    |
|                                                          |       |                |       | Судьи: Кристиан Блаш Гэри Симмондс |
|                                                          |       |                |       |                                    |
| Саймон Орчард 17' · Джейми Дуайер 48' · Киран Говерс 57' |       | Иэн Льюирс 29' |       |                                    |
|                                                          |       |                |       |                                    |
|                                                          |       |                |       |                                    |
|                                                          |       |                |       |                                    |
|                                                          |       |                |       |                                    |
|                                                          |       |                |       |                                    |

#### Женщины
Состав
Главный тренер — Дэнни Керри.
| 1. Бет Сторри (вратарь) 2. Эмили Магуайр 3. Лаура Ансуорт 4. Криста Каллен 5. Ханна Маклеод 6. Энн Пантер 7. Хелен Ричардсон 8. Кэйт Уолш (капитан) | 1. Хлоя Роджерс 2. Лаура Бартлетт 3. Алекс Дэнсон 4. Джорджи Твигг 5. Эшли Болл 6. Салли Уолтон 7. Никола Уайт 8. Сара Томас |

По данным: FIH.ch
Предварительный раунд
|  | Команды, выходящие в полуфинал |

Группа A
| Место | Команда          | И | В | Н | П | ГЗ | ГП | +/- | Очки |
| ----- | ---------------- | - | - | - | - | -- | -- | --- | ---- |
| 1     | Нидерланды       | 5 | 5 | 0 | 0 | 12 | 5  | +7  | 15   |
| 2     | Великобритания   | 5 | 3 | 0 | 2 | 14 | 7  | +7  | 9    |
| 3     | Китай            | 5 | 2 | 1 | 2 | 6  | 3  | +3  | 7    |
| 4     | Республика Корея | 5 | 2 | 0 | 3 | 9  | 13 | −4  | 6    |
| 5     | Япония           | 5 | 1 | 1 | 3 | 4  | 9  | −5  | 4    |
| 6     | Бельгия          | 5 | 0 | 2 | 3 | 2  | 10 | −8  | 2    |

Время местное (UTC+1).
| 29 июля 2012 19:00 | Великобритания | 4 : 0 (4:0) | Япония | Ривербанк Арена, Лондон |

| Отчёт                                                    | Отчёт | Отчёт | Отчёт | Отчёт                                    |
| -------------------------------------------------------- | ----- | ----- | ----- | ---------------------------------------- |
|                                                          |       |       |       |                                          |
|                                                          |       |       |       | Судьи: Келли Хадсон Соледад Ипаррагуирре |
|                                                          |       |       |       |                                          |
| Алекс Дэнсон 7', 28' · Сара Томас 23' · Салли Уолтон 26' |       |       |       |                                          |
|                                                          |       |       |       |                                          |
|                                                          |       |       |       |                                          |
|                                                          |       |       |       |                                          |
|                                                          |       |       |       |                                          |
|                                                          |       |       |       |                                          |

| 31 июля 2012 19:00 | Великобритания | 5 : 3 (2:1) | Республика Корея | Ривербанк Арена, Лондон |

| Отчёт                                                                                        | Отчёт | Отчёт                                        | Отчёт | Отчёт                            |
| -------------------------------------------------------------------------------------------- | ----- | -------------------------------------------- | ----- | -------------------------------- |
|                                                                                              |       |                                              |       |                                  |
|                                                                                              |       |                                              |       | Судьи: Стелла Бартлема Лиза Роач |
|                                                                                              |       |                                              |       |                                  |
| Никола Уайт 6' · Криста Каллен 25' · Алекс Дэнсон 38' · Джорджи Твигг 61' · Хлоя Роджерс 62' |       | Ким Дараэ 18' · Хан Хёлён 52' · Пак Миюн 57' |       |                                  |
|                                                                                              |       |                                              |       |                                  |
|                                                                                              |       |                                              |       |                                  |
|                                                                                              |       |                                              |       |                                  |
|                                                                                              |       |                                              |       |                                  |
|                                                                                              |       |                                              |       |                                  |

| 2 августа 2012 19:00 | Бельгия | 0 : 3 (0:1) | Великобритания | Ривербанк Арена, Лондон |

| Отчёт | Отчёт | Отчёт                                                  | Отчёт | Отчёт                           |
| ----- | ----- | ------------------------------------------------------ | ----- | ------------------------------- |
|       |       |                                                        |       |                                 |
|       |       |                                                        |       | Судьи: Эми Хассик Ирен Презенки |
|       |       |                                                        |       |                                 |
|       |       | Эшли Болл 32' · Лаура Бартлетт 68' · Криста Каллен 57' |       |                                 |
|       |       |                                                        |       |                                 |
|       |       |                                                        |       |                                 |
|       |       |                                                        |       |                                 |
|       |       |                                                        |       |                                 |
|       |       |                                                        |       |                                 |

| 4 августа 2012 16:00 | Китай | 2 : 1 (0:0) | Великобритания | Ривербанк Арена, Лондон |

| Отчёт                        | Отчёт | Отчёт             | Отчёт | Отчёт                                     |
| ---------------------------- | ----- | ----------------- | ----- | ----------------------------------------- |
|                              |       |                   |       |                                           |
|                              |       |                   |       | Судьи: Соледад Ипаррагуирре Кэрол Метчетт |
|                              |       |                   |       |                                           |
| Фу Баорон 41' · Жао Юдио 47' |       | Криста Каллен 69' |       |                                           |
|                              |       |                   |       |                                           |
|                              |       |                   |       |                                           |
|                              |       |                   |       |                                           |
|                              |       |                   |       |                                           |
|                              |       |                   |       |                                           |

| 6 августа 2012 19:00 | Великобритания | 1 : 2 (1:0) | Нидерланды | Ривербанк Арена, Лондон |

| Отчёт             | Отчёт | Отчёт                                 | Отчёт | Отчёт                                   |
| ----------------- | ----- | ------------------------------------- | ----- | --------------------------------------- |
|                   |       |                                       |       |                                         |
|                   |       |                                       |       | Судьи: Каролина де ла Фуэнте Тиэко Сома |
|                   |       |                                       |       |                                         |
| Криста Каллен 29' |       | Наоми ван Ас 43' · Китти ван Мейл 52' |       |                                         |
|                   |       |                                       |       |                                         |
|                   |       |                                       |       |                                         |
|                   |       |                                       |       |                                         |
|                   |       |                                       |       |                                         |
|                   |       |                                       |       |                                         |

Полуфинал
Время местное (UTC+1).
| 8 августа 2012 20:00 | Аргентина | 2 : 1 (2:0) | Великобритания | Ривербанк Арена, Лондон |

| Отчёт                                    | Отчёт | Отчёт            | Отчёт | Отчёт                          |
| ---------------------------------------- | ----- | ---------------- | ----- | ------------------------------ |
|                                          |       |                  |       |                                |
|                                          |       |                  |       | Судьи: Лиза Роач Кэрол Метчетт |
|                                          |       |                  |       |                                |
| Ноэль Баррионуэво 6' · Карла Ребекки 31' |       | Алекс Дэнсон 65' |       |                                |
|                                          |       |                  |       |                                |
|                                          |       |                  |       |                                |
|                                          |       |                  |       |                                |
|                                          |       |                  |       |                                |
|                                          |       |                  |       |                                |

Матч за 3-е место
Время местное (UTC+1).
| 10 августа 2012 15:30 | Новая Зеландия | 1 : 3 (0:0) | Великобритания | Ривербанк Арена, Лондон |

| Отчёт                | Отчёт | Отчёт                                                 | Отчёт | Отчёт                                  |
| -------------------- | ----- | ----------------------------------------------------- | ----- | -------------------------------------- |
|                      |       |                                                       |       |                                        |
|                      |       |                                                       |       | Судьи: Соледад Ипаррагуирре Тиэко Сома |
|                      |       |                                                       |       |                                        |
| Стейси Микельсен 68' |       | Алекс Дэнсон 45' · Криста Каллен 59' · Сара Томас 63' |       |                                        |
|                      |       |                                                       |       |                                        |
|                      |       |                                                       |       |                                        |
|                      |       |                                                       |       |                                        |
|                      |       |                                                       |       |                                        |
|                      |       |                                                       |       |                                        |